# ردود الفعل على الأزمة الأوكرانية الروسية 2021-22
استجابت العديد من الدول والمنظمات الدولية وجماعات المجتمع المدني للأزمة بين روسيا وأوكرانيا التي بدأت في مارس 2021.

## أوكرانيا

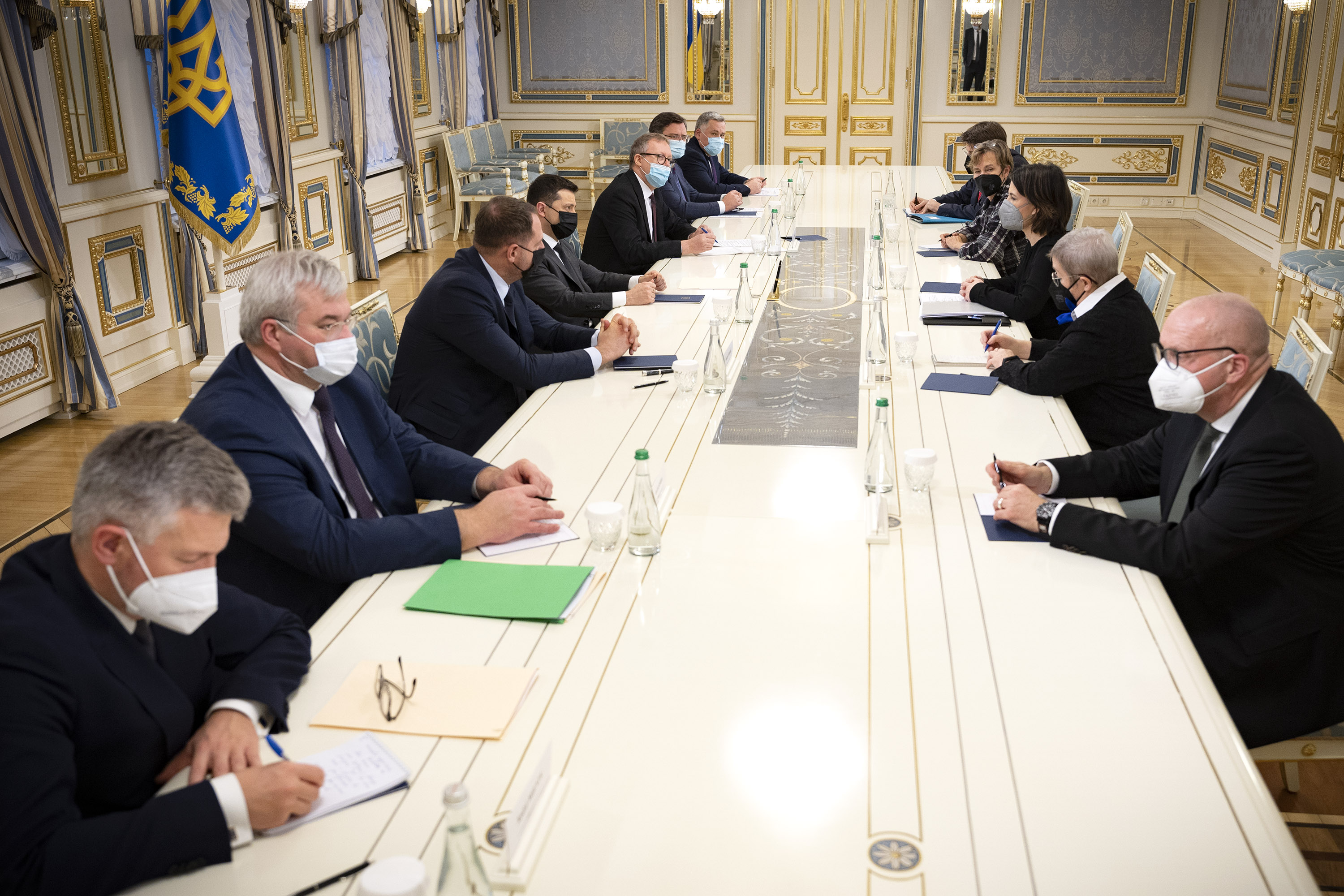
الرئيس الأوكراني فولوديمير زيلينسكي يلتقي بوزيرة الخارجية الألمانية أنالينا بربوك في كييف في 17 يناير 2022

في مقابلة مع صحيفة ليبراسيون الفرنسية في أبريل 2021، قال وزير الخارجية الأوكراني دميترو كوليبا إن استفزازات روسيا بنقل القوات إلى الحدود مع أوكرانيا وتفاقم الوضع في الشرق هي الأخطر منذ الهجوم على البحارة الأوكرانيين في مضيق كيرتش في نوفمبر 2018. في الوقت نفسه، كان التهديد الحالي من روسيا أكثر خطورة. في مقابلة مع وكالة الأنباء الإسبانية إفي، قال كوليبا إن أوكرانيا لا تريد حربًا مع روسيا ولم تكن تستعد لأي تصعيد في دونباس في ذلك الوقت. على وجه الخصوص، لم تكن تستعد لأية هجمات أو عمليات عسكرية. خلال التوترات المتجددة في يناير 2022، ذكر كوليبا أن أي خطوة طائشة من جانب الاتحاد الروسي أو جولة جديدة من العنف من جانبه ستكلفه غالياً. وقال كوليبا إن روسيا تواصل تعزيز وجودها العسكري على طول الحدود الأوكرانية الروسية، في الأراضي المحتلة وفي البحار الأوكرانية. وبحسب قوله، كانت روسيا تحشد القوات في ثلاثة جهات، بما في ذلك في شمال شرق أوكرانيا، وفي شبه جزيرة القرم في الجنوب، وفي منطقة دونباس في الشرق. وأضاف كوليبا أيضًا أنه في الأسابيع الأخيرة، كثفت روسيا بشكل كبير دعايتها، التي تجرد الأوكرانيين من إنسانيتهم وتنشر الكراهية ضد أوكرانيا. في 22 يناير 2022، اتهم كوليبا ألمانيا بـ «تقويض» الوحدة بين حلفاء البلاد و«تشجيع» الرئيس الروسي بوتين على مهاجمة أوكرانيا من خلال رفض تسليم أسلحة إلى أوكرانيا.
صرح أوليكسي دانيلوف، أمين مجلس الأمن القومي والدفاع الأوكراني، أن أوكرانيا تسعى لحل النزاع في شرق البلاد من خلال الوسائل السياسية والدبلوماسية في المقام الأول. وقال «أوكرانيا ليس لديها حاليا خطة لإعادة الأراضي المحتلة مؤقتا بالوسائل العسكرية، ومهمتنا هي حل الصراع حصرا من خلال الوسائل السياسية والدبلوماسية». «كل شيء آخر هو حرب إعلامية خالصة من جانب الاتحاد الروسي، والتي يشنونها ليس فقط على أراضينا ولكن في جميع أنحاء أوروبا.» 
في سبتمبر 2021، اتهم يوري فيترينكو، الرئيس التنفيذي لشركة نافتوجاز الأوكرانية، روسيا باستخدام الغاز الطبيعي كـ«سلاح جيوسياسي». وذكر فيترينكو أن «بيانا مشتركا من الولايات المتحدة وألمانيا قال إنه إذا استخدم الكرملين الغاز كسلاح، فسيكون هناك رد مناسب. نحن الآن ننتظر فرض عقوبات على شركة تابعة بنسبة 100٪ لشركة غازبروم، مشغل نورد ستريم 2.» 
في نوفمبر 2021، قال كيريلو بودانوف، رئيس المديرية العامة للاستخبارات الأوكرانية بوزارة الدفاع، إن روسيا كانت تستعد لهجوم بحلول نهاية يناير أو بداية فبراير 2022.
في 4 نوفمبر، تمت الموافقة على وزير دفاع جديد - نائب رئيس الوزراء السابق - وزير إعادة دمج الأراضي المحتلة مؤقتًا أوليكسي ريزنيكوف، الذي شارك في اجتماعات مجموعة الاتصال الثلاثية نيابة عن أوكرانيا.
في يناير 2022، قال الرئيس الأوكراني فولوديمير زيلينسكي في رسالة بالفيديو إن مواطني البلاد يجب ألا يصابوا بالذعر وناشد وسائل الإعلام أن تكون «وسائل إعلام جماهيري وليس هستيريا جماعية».
قال الزعيم السابق لحزب القطاع الأيمن دميترو ياروش على فيسبوك في 24 يناير إنه في حالة الضربة الروسية على أوكرانيا من أراضي جمهورية بيلاروسيا، فإن المقاتلين الأوكرانيين سيحولون حياتهم إلى جحيم.
في 24 يناير 2022، قال أوليكسي دانيلوف، أمين عام مجلس الأمن القومي والدفاع الأوكراني، إن تحرك القوات الروسية بالقرب من الحدود الأوكرانية «ليس خبراً» و«لا نرى أي أساس لتصريحات حول هجوم واسع النطاق في بلدنا». وفقا لدانيلوف، فإن تنفيذ اتفاقيات مينسك، ولا سيما الحكم الذاتي الواسع لمنطقة دونباس التي يسيطر عليها المتمردون، «يعني تدمير البلاد. عندما تم التوقيع عليها تحت فوهة البندقية الروسية - وكان الألمان والفرنسيون يراقبون - كان ذلك بالفعل واضح لجميع العقلاء أنه من المستحيل تنفيذ تلك الوثائق».
في 25 يناير 2022، قال وزير الدفاع أوليكسي ريزنيكوف إنه لا يرى أي تهديد بغزو روسي واسع النطاق لأوكرانيا. صرح نائب وزير الدفاع الأوكراني حنا ماليار أن تنوع القوات الروسية المحتشدة على حدود أوكرانيا «لا يكفي لغزو واسع النطاق».
في أواخر يناير 2022، اتهم زيلينسكي حلفاء أوكرانيا الغربيين بـ «إثارة الاضطرابات بالتنبؤ بحرب وشيكة». في 12 فبراير 2022، قال زيلينسكي: «في فضاء المعلومات، هناك الكثير من المعلومات حول غزو عميق وشامل من روسيا. إن أفضل صديق لعدونا هو الذعر في بلدنا، وكل هذه المعلومات التي تساعد في خلق حالة من الذعر فقط لا تساعدنا».

## روسيا

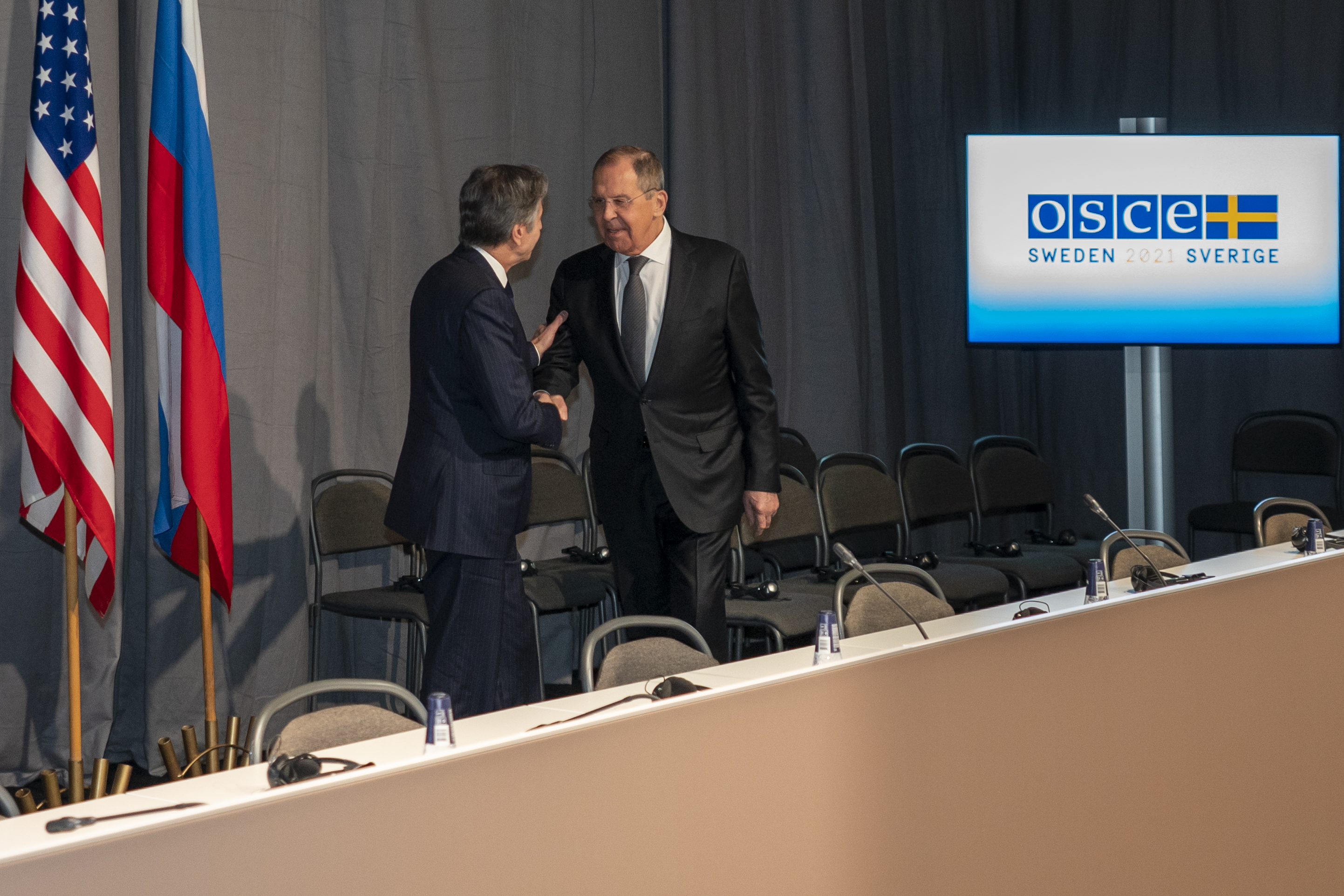
وزير الخارجية الروسي سيرجي لافروف يلتقي بوزير الخارجية الأمريكي أنتوني بلينكين في 2 ديسمبر 2021

نفى الكرملين مرارًا وتكرارًا أن تكون لديه أي خطط لغزو أوكرانيا. ونفى الرئيس الروسي فلاديمير بوتين هذه المخاوف ووصفها بأنها «مثيرة للقلق». ووصفت السفارة الروسية في واشنطن تحركات القوات الروسية بأنها «حق سيادي» وقالت في منشور على فيسبوك: «مرة أخرى نؤكد أن روسيا لن تهاجم أحدا». ونفى سيرغي ناريشكين، مدير المخابرات الخارجية الروسية، التقارير التي تتحدث عن غزو محتمل لأوكرانيا، مؤكدا أن هذه «دعاية خبيثة من قبل وزارة الخارجية الأمريكية». ونفى يوري أوشاكوف، مستشار السياسة الخارجية لبوتين، المخاوف من التصعيد العسكري ووصفها بأنها «هراء»، قائلا «لدينا الحق في نقل القوات إلى أراضينا».
وقال رئيس الاركان العامة الروسية فاليري غيراسيموف أن «المعلومات حول الغزو الروسي الوشيك المزعوم لأوكرانيا كذبة». وبحسب غيراسيموف، فإن «كييف لا تفي باتفاقات مينسك. تدعي القوات المسلحة الأوكرانية أنها بدأت في استخدام أنظمة صواريخ جافلين المضادة للدبابات التي قدمتها الولايات المتحدة في دونباس وتستخدم أيضًا طائرات استطلاع / هجومية تركية. ونتيجة لذلك، فإن الوضع المتوتر بالفعل في شرق ذلك البلد يزداد تدهوراً».
في 12 يوليو 2021، كتب الرئيس الروسي فلاديمير بوتين مقالًا على موقع Kremlin.ru، زعم فيه أن «الروس والأوكرانيين هم شعب واحد» وكتب أطروحة طويلة حول الأصول المشتركة للروس والبيلاروسيين والأوكرانيين في كييف روس وتاريخهم عبر العصور. وخلص إلى أن «السيادة الحقيقية لأوكرانيا ممكنة فقط بالشراكة مع روسيا». كما جادل بأن القيادة الأوكرانية «أهدرت وبددت إنجازات العديد من الأجيال»، متهماً إياها بفرض مشاعر قومية مناهضة لروسيا ضد إرادة الشعب الأوكراني. تلقى المقال ردًا مفصلاً من وزير الدفاع البريطاني بين والاس على موقع Gov.uk في 17 يناير 2022.
في 30 نوفمبر 2021، صرح الرئيس الروسي فلاديمير بوتين أن توسيع وجود الناتو في أوكرانيا، وخاصة نشر أي صواريخ بعيدة المدى قادرة على ضرب المدن الروسية أو أنظمة الدفاع الصاروخي المماثلة لتلك الموجودة في رومانيا وبولندا، سيكون «خطا أحمرا» لروسيا. طلب بوتين من الرئيس الأمريكي جو بايدن الحصول على ضمانات قانونية بأن الناتو لن يتوسع شرقًا أو يضع «أنظمة أسلحة تهددنا على مقربة من الأراضي الروسية». وبحسب بوتين، «إذا ظهر نوع من أنظمة الضربات على أراضي أوكرانيا، فستكون مدة الرحلة إلى موسكو من سبع إلى عشر دقائق، وخمس دقائق في حالة نشر سلاح تفوق سرعته سرعة الصوت».
قال ديمتري بيسكوف، المتحدث باسم الرئيس الروسي، إن أمن الروس، بما في ذلك في دونباس المحتلة، يمثل أولوية بالنسبة لفلاديمير بوتين. ونفى بيسكوف مزاعم بأن روسيا تستعد لغزو محتمل لأوكرانيا.

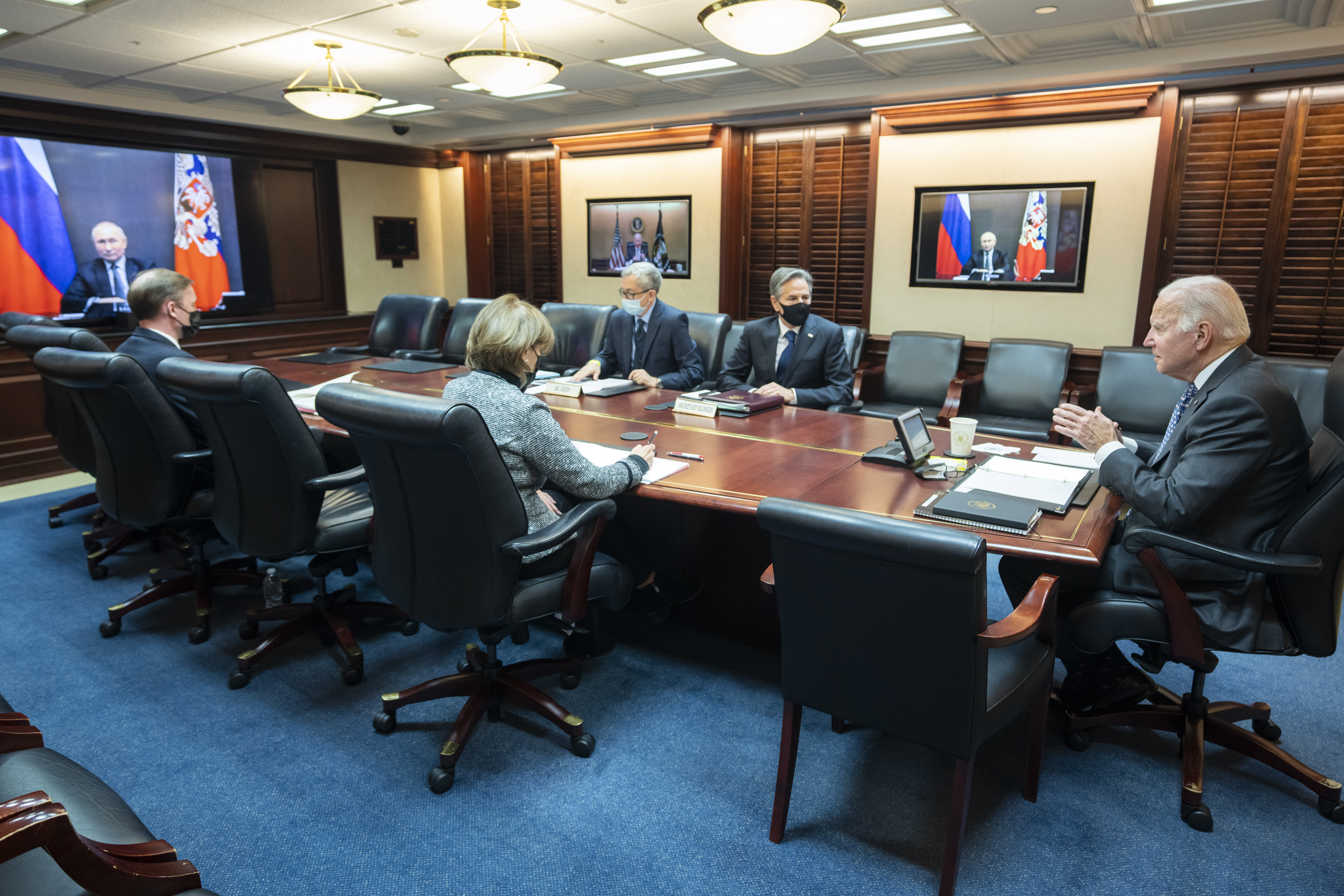
الرئيس الروسي فلاديمير بوتين يجري مكالمة فيديو مع الرئيس الأمريكي جو بايدن في 7 ديسمبر 2021

قال ديمتري كوزاك، نائب رئيس الإدارة الرئاسية الروسية وعضو في البرلمان على مستوى المستشارين السياسيين، إن اشتداد الأعمال العدائية في دونباس يمكن أن يكون بداية نهاية أوكرانيا. الأمر نفسه ينطبق على انضمام أوكرانيا إلى الناتو.
وقال نائب وزير الخارجية سيرجي ريابكوف «إنهم يتحدثون عن الثمن الباهظ لكنهم لا يسمونه أبدا. لقد درسنا ما فعلوه حتى الآن، وتكيفنا معه. لا نعتقد على الإطلاق أنه يمكن استخدام المصطلحات التالية: السعر، والعقاب، وما إلى ذلك. نحن ببساطة ندافع عن مصالحنا ومصالح مواطنينا، السكان الناطقين بالروسية، وسنواصل الدفاع عنهم». وقال ريابكوف إن روسيا «ليس لديها نية لمهاجمة أوكرانيا أو شن هجوم عليها أو غزوها». وردا على سؤال حول احتمال انتشار عسكري روسي في كوبا وفنزويلا، قال ريابكوف «كل هذا يتوقف على تصرفات نظرائنا الأمريكيين». صرح ديمتري ميدفيديف، نائب رئيس مجلس الأمن الروسي، لوسائل إعلام روسية بأن «كوبا وفنزويلا تهدفان إلى الخروج من العزلة واستعادة العلاقات الطبيعية مع الولايات المتحدة إلى حد ما، لذلك لا يمكن الحديث عن إقامة قواعد هناك كما حدث خلال الحقبة السوفيتية».
في ديسمبر 2021، وجد استطلاع لمركز ليفادا أن 48٪ من الروس يعتقدون أن الولايات المتحدة وحلف شمال الأطلسي مسؤولان عن الأزمة الروسية الأوكرانية، بينما ألقى 16٪ باللوم على أوكرانيا و 4٪ فقط ألقى باللوم على روسيا.
في يناير 2022، اتهمت الولايات المتحدة روسيا بإرسال مخرّبين إلى أوكرانيا لشن «عملية راية كاذبة» من شأنها أن تخلق ذريعة لروسيا لغزو أوكرانيا. ونفى وزير الخارجية الروسي سيرجي لافروف المزاعم الأمريكية ووصفها بأنها «معلومات مضللة تماما». في 4 فبراير 2022، رفض لافروف المزاعم الأمريكية بأنها «هراء» و«جنون» بأن روسيا كانت تعد شريط فيديو مزيفًا للقوات الأوكرانية وهي تهاجم منطقة دونباس الانفصالية التي يسيطر عليها الانفصاليون كذريعة لبدء حرب في أوكرانيا.
في 13 يناير 2022، هدد الصحفي السياسي الروسي أنطون كراسوفسكي، مدير البث باللغة الروسية على قناة آر تي، بحرق دستور أوكرانيا في خريشاتيك بسبب الدورة المقررة فيه للانضمام إلى الناتو.
كتب زعيم المعارضة الروسي أليكسي نافالني في عدة رسائل إلى مجلة تايم أن الغرب يواصل الوقوع في فخ بوتين و«بدلاً من تجاهل هذا الهراء، تقبل الولايات المتحدة أجندة بوتين وتسعى لتنظيم بعض الاجتماعات».
في 24 يناير 2022، بدأت روسيا مناوراتها البحرية في بحر البلطيق شملت الاتصالات والدفاع الجوي والدفاع المضاد للغواصات والمناورات القتالية. وتشارك مجموعات مكافحة الإرهاب أيضًا من أسطول البلطيق.
حذر نيكولاي جورافليف، نائب رئيس مجلس الاتحاد، من أن أوروبا لن تتمكن من استلام الغاز الطبيعي والنفط والمعادن من روسيا في حالة فصل روسيا عن نظام جمعية الاتصالات المالية العالمية بين البنوك (سويفت).
في أواخر يناير 2022، خلال زيارة لإحياء الذكرى السنوية لانتهاء حصار لينينغراد خلال الحرب العالمية الثانية، قال نيكولاي باتروشيف، سكرتير مجلس الأمن الروسي، «لا نريد الحرب. لسنا بحاجة إلى ذلك على الإطلاق».
وفقًا لماكسيم سوشكوف، القائم بأعمال مدير معهد موسكو الحكومي للعلاقات الدولية في موسكو، فإن «عمليات الانتشار العسكرية الروسية على طول الحدود الأوكرانية في هذه اللحظة لا تتعلق بغزو أوكرانيا. ... تُخاض الحروب لتحقيق أهداف سياسية معينة، وليس فقط من أجل جحيمها».
في فبراير 2022، حذر بوتين من أن انضمام أوكرانيا إلى الناتو يمكن أن يشجع أوكرانيا على استعادة السيطرة على شبه جزيرة القرم التي ضمتها روسيا أو المناطق التي يحكمها الانفصاليون الموالون لروسيا في دونباس، قائلاً «تخيل أن أوكرانيا عضو في الناتو وتقوم بعملية عسكرية [لاستعادة شبه جزيرة القرم]. ماذا - هل سنقاتل مع الناتو؟ هل فكر أحد في هذا؟» 
في 7 فبراير 2022، قال بوتين في مؤتمر صحفي مشترك مع الرئيس الفرنسي إيمانويل ماكرون إن «عددًا من أفكار [ماكرون] ومقترحاته... ممكنة كأساس لمزيد من الخطوات. سنبذل قصارى جهدنا لإيجاد حلول وسط تناسب الجميع». وعد بوتين بعدم تنفيذ مبادرات عسكرية جديدة بالقرب من أوكرانيا.
في 12 فبراير 2022، اتهم وزير الخارجية الروسي سيرجي لافروف الولايات المتحدة وحلفائها بشن «حملة دعائية» حول الغزو الروسي لأوكرانيا.
قالت فالنتينا ماتفينكو، رئيسة مجلس الاتحاد، إنه بدون التنفيذ الصارم لاتفاقيات مينسك، فإن أوكرانيا «سيكون مصيرها أن تعيش في وضعها الحالي: مع عبء المواجهة مع روسيا، وتعاني من الصراع الداخلي، مع مؤسسات الدولة الضعيفة غير القادرة على حكم البلاد بشكل صحيح».

## بيلاروسيا
صرح رئيس بيلاروسيا، ألكسندر لوكاشينكو، أن بلاده «لا تريد الحرب»، ولكن إذا «سحبها أحدهم، أو فرض عقوبات أو أرهبها»، فإنها «تكاد تستسلم» لأنها، على حد تعبيره، لا تُقهر. كما صرح بأنه سيرسل «فرقة كاملة من الجيش البيلاروسي» إلى الحدود مع أوكرانيا، لأن «الأوكرانيين بدأوا، حسبما يُزعم، في حشد القوات هناك».
في 18 يناير، نشر مختبر أبحاث الطب الشرعي الرقمي التابع لمجموعة خبراء المجلس الأطلسي مراجعة لوصول القوات الروسية إلى جمهورية بيلاروسيا. على وجه الخصوص، تفريغ قاذفات صواريخ الإعصار الروسية في محطة ريشيتسا في منطقة غوميل شمال كييف.

## الولايات المتحدة الأمريكية

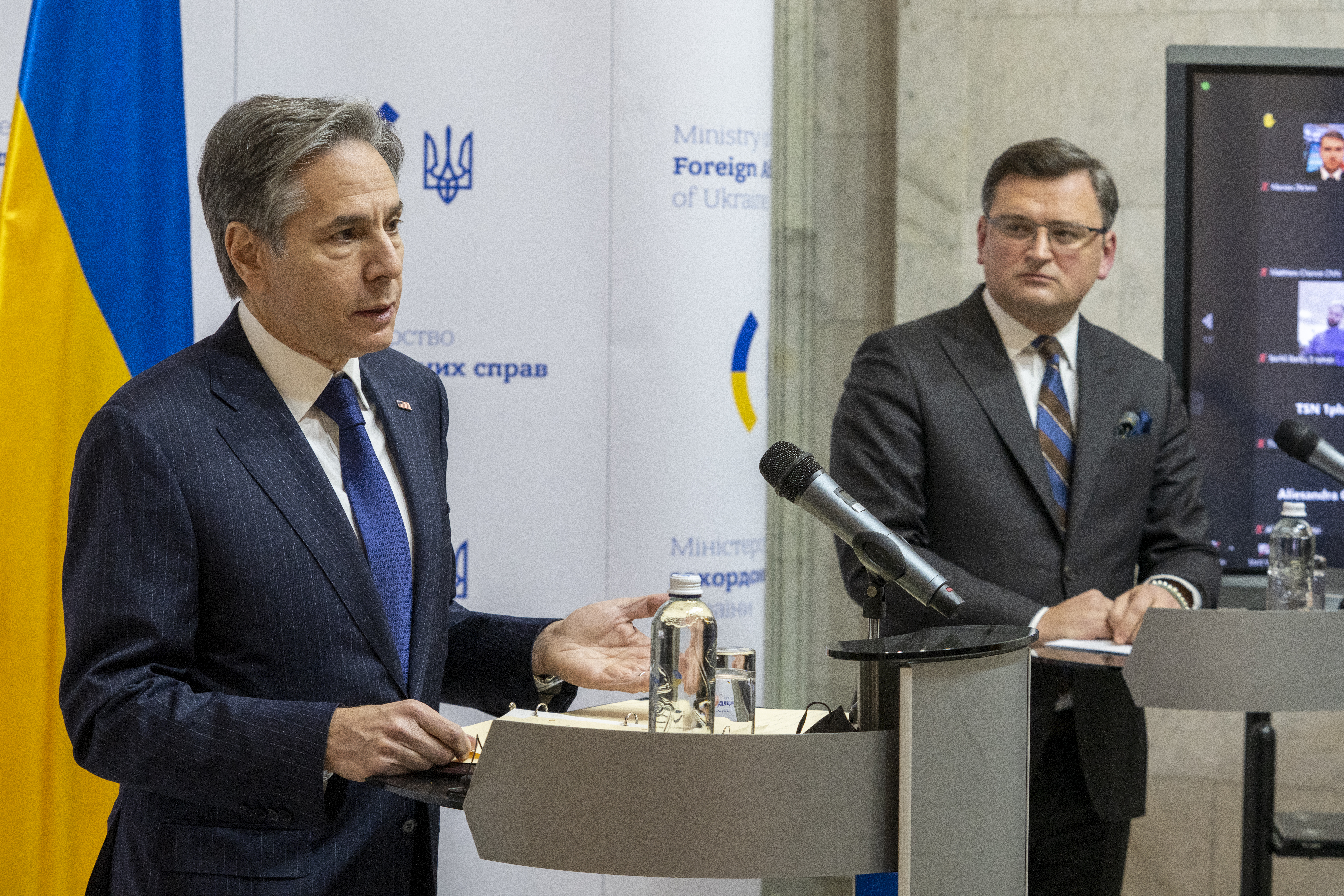
وزير الخارجية الأمريكي أنتوني بلينكين يعقد لقاء صحفي مشترك في كييف مع وزير الخارجية الأوكراني دميترو كوليبا في يناير 2022

ناقش وزير الخارجية الأوكراني دميترو كوليبا ووزير الخارجية الأمريكي أنتوني بلينكين تفاقم الوضع في دونباس. وجدد بلينكين التأكيد على دعم الولايات المتحدة الثابت لسيادة أوكرانيا وسلامة أراضيها.[بحاجة لمصدر]
في أواخر مارس 2021، تحدث رئيس هيئة الأركان المشتركة الأمريكية مارك ميلي مع القائد العام للقوات المسلحة الأوكرانية رسلان خومتشاك لمناقشة البيئة الأمنية الحالية في أوروبا الشرقية. في نفس اليوم، أجرى ميلي محادثة مع رئيس الأركان العامة للقوات المسلحة للاتحاد الروسي فاليري جيراسيموف. أجرى وزير الدفاع الأوكراني آنذاك، أندريه تاران، محادثة هاتفية مع وزير الدفاع الأمريكي لويد أوستن لمناقشة مجالات محددة لتعزيز التعاون في مجال الأمن والدفاع. أعرب أوستن عن قلقه إزاء الإجراءات الأخيرة لروسيا وأكد لتاران استعداده لدعم أوكرانيا في سياق العدوان الروسي المستمر في دونباس وشبه جزيرة القرم. وشدد أوستن على أنه في حالة تصعيد العدوان الروسي، فإن الولايات المتحدة لن تترك أوكرانيا وحدها.
في 2 أبريل 2021، أجرى الرئيس جو بايدن أول محادثة هاتفية له مع الرئيس الأوكراني فولوديمير زيلينسكي. في 13 أبريل، أجرى بايدن مكالمة هاتفية مع الرئيس الروسي بوتين؛ شدد بايدن على «التزام الولايات المتحدة الثابت بسيادة أوكرانيا وسلامة أراضيها». كما أعرب بايدن عن قلق الولايات المتحدة «إزاء الحشد العسكري الروسي المفاجئ في شبه جزيرة القرم المحتلة وعلى حدود أوكرانيا، ودعا روسيا إلى تهدئة التوترات». واتفق بايدن وبوتين على الاجتماع في «دولة ثالثة» في الأشهر المقبلة لمناقشة الموضوع.
في منتصف أبريل 2021، عاقبت وزارة الخزانة الأمريكية، إلى جانب الاتحاد الأوروبي والمملكة المتحدة وأستراليا وكندا، ثمانية أفراد وكيانات «مرتبطين بالاحتلال والقمع الروسي المستمر في شبه جزيرة القرم».
وجد استطلاع مجلس شيكاغو للشؤون العالمية، الذي أجري في 7-26 يوليو 2021، أن 50٪ من الأمريكيين يؤيدون استخدام القوات الأمريكية للدفاع عن أوكرانيا إذا غزت روسيا بقية البلاد.
أفاد مسؤولون كبار في إدارة بايدن أن روسيا لم تسحب سوى بضعة آلاف من القوات منذ التعزيزات العسكرية السابقة في أوائل عام 2021. قدرت نيويورك تايمز أن أكثر من 80,000 جندي روسي لا يزالون على الحدود الروسية الأوكرانية بحلول سبتمبر 2021.
حذر مسؤولو المخابرات الأمريكية من أن روسيا كانت تخطط لشن هجوم عسكري كبير قادم على أوكرانيا من المقرر إجراؤه في يناير 2022.
قال آدم شيف، رئيس لجنة المخابرات بمجلس النواب، إنه «من المحتمل جدًا» أن تغزو روسيا أوكرانيا. وبحسب شيف، فإن احتلال أوكرانيا سيشهد «المزيد من أصول الناتو بالقرب من روسيا. سيكون لهذا تأثير معاكس لما يحاول بوتين تحقيقه». اقترح السناتور بوب مينينديز، رئيس لجنة العلاقات الخارجية بمجلس الشيوخ، فكرة فرض عقوبات صارمة «إلى أقصى حد»، وكرر إمكانية استبعاد روسيا من نظام الدفع الدولي سويفت.
في 19 يناير 2022، قال الرئيس بايدن إنه يعتقد أن روسيا ستغزو أوكرانيا. قال بايدن إن غزوًا واسع النطاق لأوكرانيا سيكون «أهم حدث في العالم من حيث الحرب والسلام» منذ الحرب العالمية الثانية. في يناير 2022، وافقت إدارة بايدن على تسليم صواريخ ستينغر أمريكية الصنع إلى أوكرانيا.

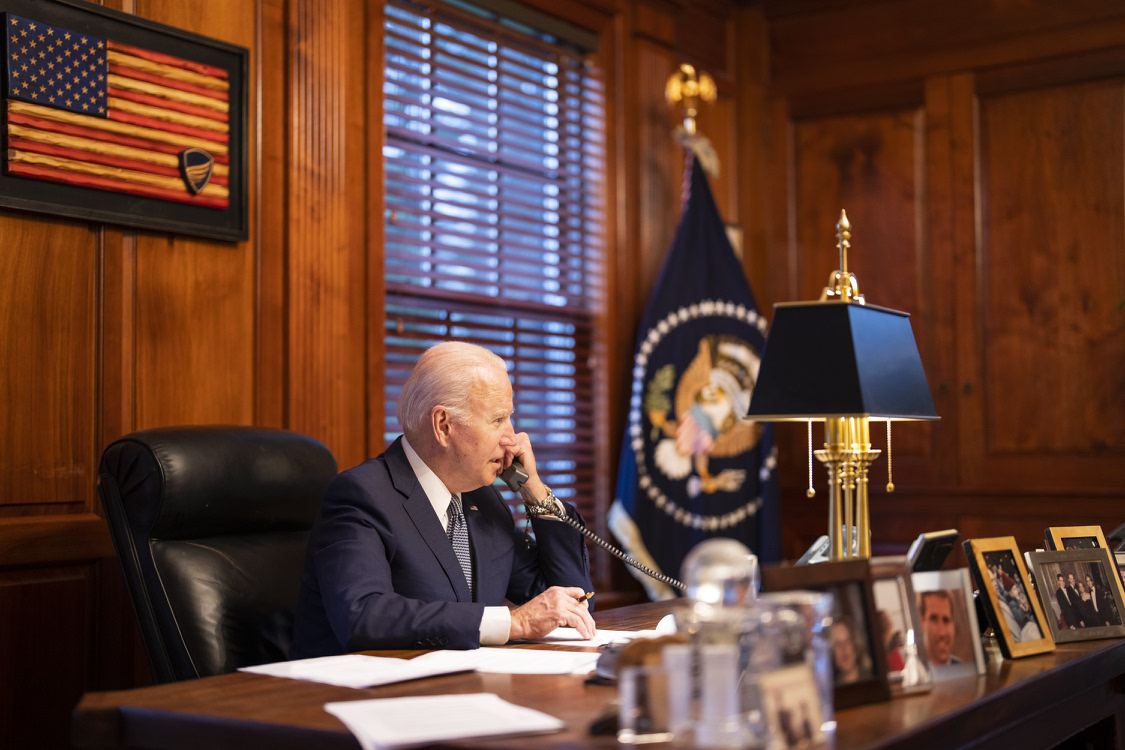
الرئيس جو بايدن يتحدث عبر الهاتف مع الرئيس فلاديمير بوتين في 29 ديسمبر 2021

بدأ المسؤولون الأمريكيون محادثات مع قطر ومصدري الغاز الطبيعي الآخرين بشأن إمداد الدول الأوروبية بالغاز الطبيعي المسال. تتلقى الدول الأعضاء في الاتحاد الأوروبي حوالي 40٪ من إمداداتها من الغاز الطبيعي من روسيا وقد تؤثر العقوبات الأمريكية المحتملة بشدة على إمدادات روسيا إلى أوروبا خلال فصل الشتاء.
في 22 يناير 2022، طلبت سفارة الولايات المتحدة في كييف إجلاء الموظفين غير الأساسيين مع عائلاتهم من قبل وزارة الخارجية الأمريكية. أصدرت وزارة الخارجية تحذيرًا بعدم السفر إلى أوكرانيا أو روسيا، مستشهدة بالتوتر المستمر على طول الحدود الروسية الأوكرانية وجائحة فيروس كورونا. ووصف المتحدث باسم وزارة الخارجية الأوكرانية أوليه نيكولينكو الخطوة الأمريكية بأنها «سابقة لأوانها» و«إظهار الحذر المفرط». ووصف مصدر مقرب من الرئيس زيلينسكي الخطوة الأمريكية بأنها «سخيفة للغاية».
قال المتحدث باسم البنتاغون جون كيربي في 24 يناير أنه تم تنبيه الوحدات العسكرية داخل الولايات المتحدة لاحتمال استخدامها في أوروبا الشرقية. يفكر الرئيس جو بايدن في نشر ما يصل إلى 50 ألف جندي أمريكي في أوروبا الشرقية.
هددت الولايات المتحدة بوقف افتتاح خط أنابيب نورد ستريم 2 الذي سيرسل الغاز الطبيعي الروسي إلى ألمانيا «إذا غزت روسيا أوكرانيا بطريقة أو بأخرى». وقالت المتحدثة باسم مجلس الأمن القومي بالبيت الأبيض، إميلي هورن، إن «الرئيس بايدن قال إن هناك احتمالًا واضحًا بأن الروس يمكن أن يغزوا أوكرانيا في فبراير». اختلف بايدن والرئيس الأوكراني زيلينسكي حول مدى التهديد.
في 2 فبراير 2022، أكد البنتاغون رسميًا نشر قوات أمريكية إضافية لتعزيز الجناح الشرقي لحلف الناتو. وقدم المتحدث باسم البنتاغون جون كيربي تفاصيل العملية في المؤتمر الصحفي. من المقرر أن يصل 2000 جندي إلى أوروبا في الأيام القليلة المقبلة. من بين القوات الأمريكية المتمركزة في ألمانيا، سوف يتوجه ألف جندي إلى رومانيا، حيث سيدعمون الوحدة التي يبلغ قوامها 900 جندي الموجودة بالفعل في البلاد. حوالي 1700 جندي من الفيلق الثامن عشر المحمول جوا سيتوجهون إلى بولندا.
في 11 فبراير 2022، حذر مستشار الأمن القومي لبايدن جيك سوليفان علنًا من احتمال غزو روسي لأوكرانيا قبل نهاية دورة الألعاب الأولمبية الشتوية لعام 2022، وحث جميع الأمريكيين على مغادرة أوكرانيا على الفور وأشار إلى أنه قد لا يكون هناك «إجلاء عسكري أمريكي» بمجرد بدء الغزو. وقلل سوليفان من أهمية مقارنات التحذيرات الاستخباراتية باحتمال غزو روسي وشيك لأوكرانيا مع الفترة التي سبقت غزو العراق عام 2003، والذي استند إلى مزاعم بأن العراق يمتلك أسلحة دمار شامل. وقال مسؤول كبير في إدارة بايدن للصحفيين «نحن لا نبني تقييمنا لهذا على ما يقوله الروس علنا. نحن نبني هذا التقييم على ما نراه على الأرض بأم أعيننا، وهو التعزيز الروسي المستمر على الحدود مع أوكرانيا، ولا يوجد دليل ملموس على وقف التصعيد».
وبحسب ما ورد أخبر الرئيس بايدن الزعماء الغربيين أن روسيا يمكن أن تغزو أوكرانيا في 16 فبراير 2022.

## حلف شمال الاطلسي

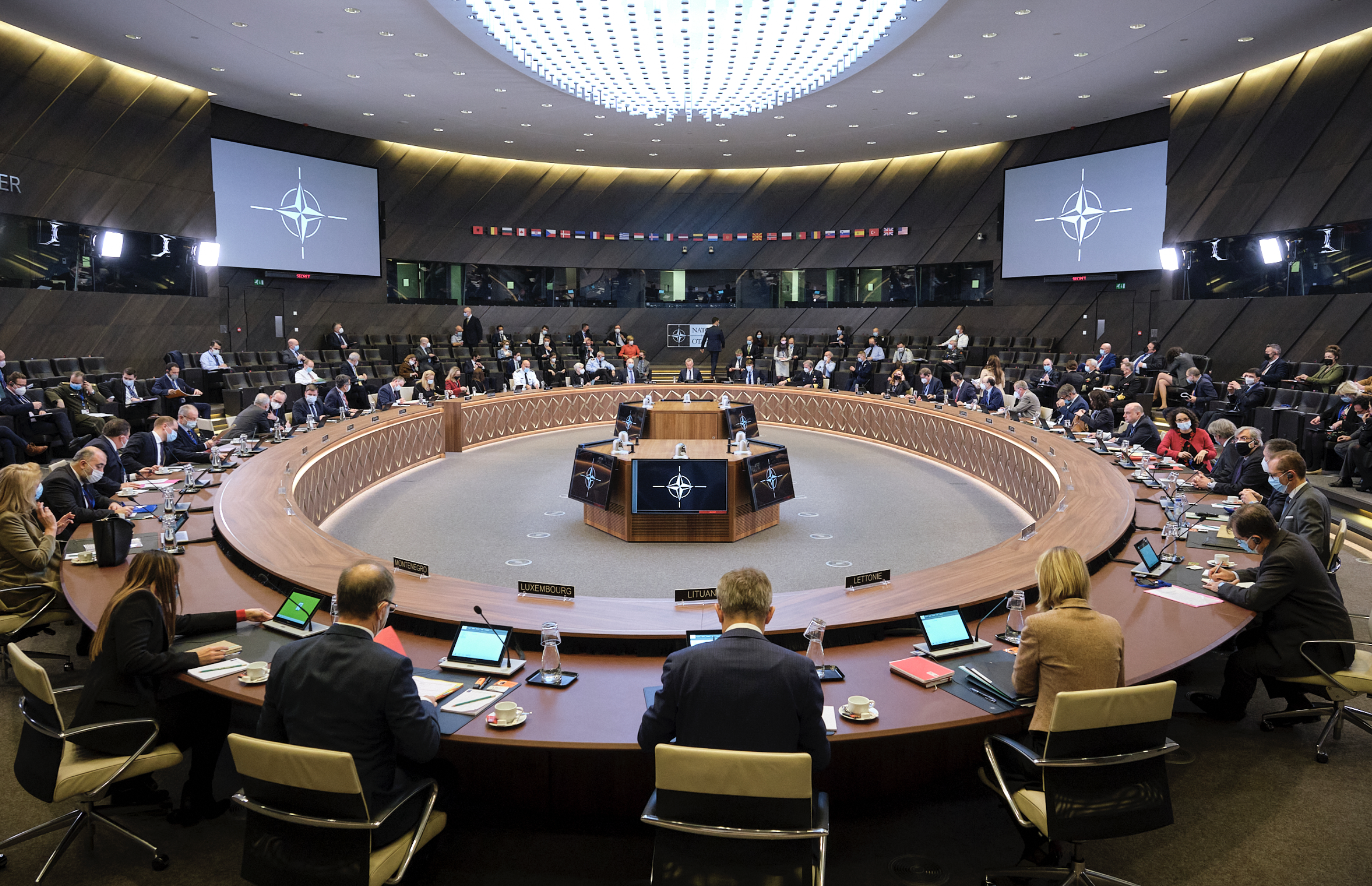
جلسة مجلس شمال الأطلسي التابع لحلف الناتو لمناقشة الأزمة 11 يناير 2022

أصبح الناتو نقطة اشتعال في الأزمة الروسية الأوكرانية. طالبت الحكومة الروسية الناتو بوقف قبول أي أعضاء جدد، وعارضت بشدة انضمام جورجيا أو أوكرانيا إلى الناتو.
اعتبارًا من 2022، لم تكن أوكرانيا عضوًا في الناتو، لكنها أكدت هدفها في الانضمام إلى الناتو في نهاية المطاف. تشارك أوكرانيا في برنامج الناتو للشراكة من أجل السلام، بما في ذلك التدريبات العسكرية السنوية. دعا الناتو روسيا مرارًا إلى احترام سيادة أوكرانيا وسلامة أراضيها، وأدان ضم روسيا لشبه جزيرة القرم عام 2014 والانفصاليين المدعومين من روسيا في شرق دونباس، داعيًا إلى حل نزاع دونباس عبر اتفاقيات مينسك. في ديسمبر 2021، مع استمرار روسيا في الحشد العسكري على حدود أوكرانيا، اجتمعت الجمعية البرلمانية لحلف الناتو مع القادة الأوكرانيين لإعادة تأكيد دعم الحلف لأوكرانيا، ودعوة أعضاء الناتو لتعزيز تسليم أنظمة الأسلحة الدفاعية إلى أوكرانيا، ومواجهة التضليل الروسي. وأشار الناتو إلى أنه لن يدافع عن أوكرانيا إذا هاجمتها روسيا.
توقفت المحادثات في يناير 2022 بين الولايات المتحدة وروسيا بشأن مطالب روسيا. قال كبير المفاوضين الروس، نائب وزير الخارجية سيرجي ريابكوف، أنه أمر «إلزامي تمامًا» ألا تنضم أوكرانيا «أبدًا أبدًا أبدًا» إلى الناتو. على النقيض من ذلك، أكد الناتو والولايات المتحدة على سياسة «الباب المفتوح» التي يتبعها الناتو، مؤكدين أنه يجب على الدول أن تختار بحرية ما إذا كانت ستنضم إلى الناتو أم لا. قال الأمين العام لحلف الناتو ينس ستولتنبرغ: «لا يحق لأي شخص آخر محاولة استخدام حق النقض أو التدخل في هذه العملية. وهذا يتعلق بالمبادئ الأساسية للأمن الأوروبي. يتعلق الأمر بحق كل أمة في اختيار طريقها الخاص».
خلال الأزمة، حث ستولتنبرغ روسيا على الابتعاد عن الحرب والمشاركة في المحادثات الدبلوماسية والتعاون مع الناتو. في مقابلة أجريت في يناير 2021، أعاد التأكيد على نهج «المسار المزدوج» لحلف الناتو تجاه روسيا، قائلاً: «نحن مستعدون للدخول في حوار مع روسيا، لكننا لن نتنازل أبدًا عن المبادئ الأساسية للأمن الأوروبي. ... لدى روسيا خيار إما الدخول في حوار مع الناتو والحلفاء الغربيين أو اختيار المواجهة. نحن بحاجة إلى أن نكون واضحين بشأن احتمالية أن تستخدم روسيا - مرة أخرى - القوة العسكرية ضد أوكرانيا. سنقدم الدعم لأوكرانيا لتمكينها من تعزيز قدرتها على الدفاع عن نفسها».
وصرح وزير الخارجية الإسباني خوسيه مانويل ألباريس أن إسبانيا تريد «الحوار، لكن إذا لم يؤتي ثماره، بالطبع، ستقف إسبانيا مع شركائها الأوروبيين وحلفائها في الناتو موحدين في الردع».
في 24 يناير، أعلن الناتو أنه سيرسل قوات عسكرية إضافية إلى أعضائه الشرقيين، بسبب «تدهور الوضع الأمني ... سيواصل الناتو اتخاذ جميع التدابير اللازمة لحماية جميع الحلفاء والدفاع عنهم، بما في ذلك تعزيز الجزء الشرقي من الحلف». وشملت عمليات النشر أربع طائرات مقاتلة دنماركية من طراز إف-16 تم إرسالها إلى ليتوانيا، بالإضافة إلى فرقاطة إلى بحر البلطيق. كما سيتم نشر طائرتين مقاتلتين هولنديتين من طرازإف-35 في بلغاريا. كما صرح رئيس أركان الجيش البلجيكي بأن بلاده مستعدة لإرسال المزيد من القوات إلى حلفاء الناتو الشرقيين. وندد نائب وزير الخارجية الروسي، ألكسندر جروشكو، بعمليات الانتشار، قائلاً إن التحالف العسكري «يشيطن روسيا» من أجل «تبرير النشاط العسكري على الجناح الشرقي [لحلف شمال الأطلسي]».

## المجتمع المدني

### مجموعة أنونيموس
كرست مجموعة الهاكرز أنونيموس بعض عمليات تشويه المواقع الإلكترونية مثل المواقع التابعة للأمم المتحدة ومعهد البحوث القطبية في الصين، للترويج لمقترحات من أجل نزع فتيل الأزمة، بما في ذلك من خلال الدعوة إلى إنشاء «مجموعة محايدة» من الدول «المحشورة بين الناتو وروسيا» والتي من شأنها أن تشمل أوكرانيا وفنلندا وبيلاروسيا وجورجيا وأرمينيا وأذربيجان ومولدوفا. جادلت المجموعة بأن ما يسمى بـ «الحزام الأمني المحايد» يمكن أن يكون بمثابة تحالف مشابه لمنظمة حلف شمال الأطلسي أو منظمة معاهدة الأمن الجماعي يشكل حاجزًا بين دول الناتو ومنظمة معاهدة الأمن الجماعي من أجل «تهدئة مخاوف روسيا دون أن يفقد الناتو موقفه».
علاوة على ذلك، قاموا بتضمين ورقة الزميل الأول في معهد كوينسي للحكم المسؤول أناتول ليفن بعنوان «إنهاء تهديد الحرب في أوكرانيا» في صفحة التشهير ودعوا إلى إجراء استفتاء حول ما إذا كان من المفترض اتباع بروتوكول مينسك الحالي أو تسليم الأراضي التي يسيطر عليها الانفصاليون لإدارة حفظ السلام التابعة للأمم المتحدة. في وقت لاحق، سيقام استفتاء ثانٍ في المناطق الانفصالية لاختيار لم الشمل مع أوكرانيا، أو الحصول على الاستقلال، أو الانضمام إلى روسيا.
بالإضافة إلى ذلك، أعلنوا إطلاق «عملية سامانثا سميث»، في إشارة إلى ناشط سلام الأطفال في الثمانينيات. من المفترض أن تكون العملية مكرسة لحل هذه الأزمة. وهددوا بأخذ أنظمة التحكم الصناعية كرهائن إذا استمرت التوترات في التدهور، وفي تحذير واضح موجه لروسيا، كتب مجهول أن «الطرف الوحيد الذي سيتم إلقاء اللوم عليه إذا صعدنا بشأن ذلك، سيكون هو نفسه الذي بدأ في المركز الأول في حشد القوات والتهديدات الطفولية وموجات الإنذارات غير المعقولة». كما حثت جماعة القرصنة الأمم المتحدة على نشر قوات حفظ السلام على الفور «على الأقل على الجانب الأوكراني من خط المواجهة في دونباس» بموجب قرار الأمم المتحدة رقم 337 (V) «لمنع أي استفزازات أخرى» من أي جانب.

### المعارضة البيلاروسية
في 24 يناير، صرح ناشطون في المعارضة البيلاروسية بأنهم عطلوا «خوادم وقواعد بيانات ومحطات عمل» للسكك الحديدية البيلاروسية باستخدام برمجيات ابتزاز، بينما تركوا الأتمتة وأنظمة الأمان على حالها. ووعدوا بفك تشفير الأنظمة بشرط إطلاق سراح 50 سجينًا سياسيًا ومنع الجنود الروس من دخول بيلاروسيا.
صرح دميترو بوندارينكو، منسق الحملة المدنية الأوروبية في بيلاروسيا، لميثاق 97 في 26 يناير 2022، أنه يعتقد أنه في حالة حدوث عدوان روسي، فإن عشرات الآلاف من البيلاروسيين سيقاتلون ضد الاتحاد الروسي إلى جانب أوكرانيا ويدافعون عن استقلال بلادهم. وفسر الإجراءات الروسية على أنها رغبة بوتين والجنرالات الروس في تهديد أوكرانيا ودول أخرى نتيجة «الضعف».

### المعارضة الروسية

#### المثقفون
في 30 يناير 2022، أصدر 90 مثقفًا روسيًا، بمن فيهم ليف بونوماريوف وفاليري بورشيف وسفيتلانا غانوشكينا وليونيد غوزمان ولييا أخيدزاكوفا وأندري ماكاريفيتش بيانًا عامًا يعارضون فيه تهديدات الحكومة الروسية بغزو كامل لأوكرانيا. وذكروا أن السلطات لم تستشر الجمهور وأن وسائل الإعلام الحكومية كانت مؤيدة للحرب بشكل فريد. واعترضوا على تصوير الحرب على أنها حتمية. اعترض بونوماريوف وغانوشكينا والموقعون معهم بشدة على الهجوم على أوكرانيا باعتباره غير مبرر وغير أخلاقي. وتوقعوا تطور حركة جماهيرية روسية مناهضة للحرب ووعدوا ببذل قصارى جهدهم لمنع الحرب. ووقع المزيد من المثقفين والناشطين على البيان المناهض للحرب. اعتبارًا من 7 فبراير 2022 وقع على البيان 5000 مفكر روسي.

#### الجيش
في 31 يناير، نشر العقيد المتقاعد الجنرال ليونيد إيفاشوف بيانًا نيابة عن جمعية ضباط عموم روسيا، وهي جمعية قومية من الضباط المتقاعدين والاحتياطيين. وعارض البيان التهديد الروسي بمهاجمة أوكرانيا واصفا إياها بـ «سياسة إجرامية لإثارة الحرب». وجادل البيان بأن لا أوكرانيا ولا الناتو يشكلان تهديدًا لروسيا، ولكن الهجوم على روسيا من شأنه أن يهدد وجود روسيا كدولة، وقد يؤدي إلى تصعيد الحرب إلى حرب بين روسيا وحلف شمال الأطلسي. ودعا البيان بوتين إلى الاستقالة.

### المجتمع المدني الأوكراني
في 5 فبراير 2021، سار من ألفين إلى خمسة آلاف شخص في مدينة خاركيف حاملين لافتات تنص على «خاركيف هي أوكرانيا» و«أوقفوا العدوان الروسي». ذكر المشاركون أن هناك غضبًا من احتمال حدوث غزو روسي، بدلاً من الذعر كما حدث في عام 2014 عندما بدأت الحرب في دونباس. رأى الأشخاص الذين تمت مقابلتهم أن الجيش الأوكراني والمواطنين سيجعلون الغزو الروسي أمرًا صعبًا، حيث إن القوات الروسية «تتكبد خسائر لا تطاق»، وأن سكان خاركيف «[يعرفون] كيف يبقون على قيد الحياة» بعد عام من العيش تحت تهديد الغزو.
في 12 فبراير، شارك ألفي شخص في مسيرة الوحدة في وسط كييف، بهدف إظهار الوحدة في مواجهة تهديد الغزو الروسي لأوكرانيا. وردد المتظاهرون المجد لأوكرانيا وحملوا الأعلام الأوكرانية. شملت المسيرة قدامى المحاربين في الحرب المستمرة في دونباس.

## ردود أفعال دولية أخرى

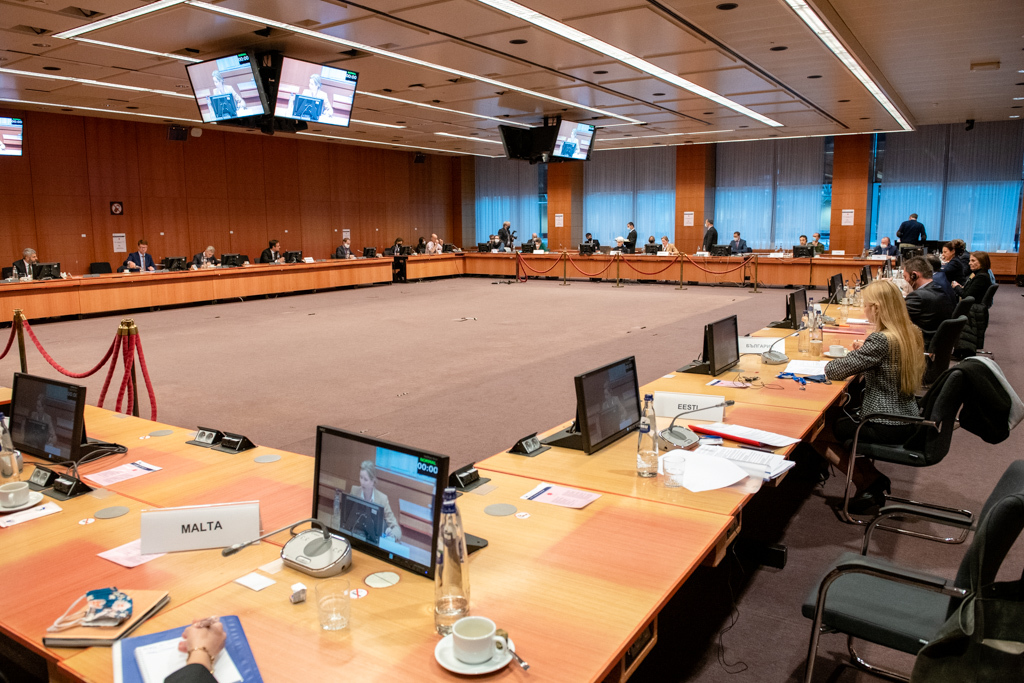
اجتماع لجنة السياسة والأمن التابعة للاتحاد الأوروبي في يناير 2022 لمناقشة الأزمة

### كندا
في يناير 2022، صرح رئيس وزراء كندا، جاستن ترودو، أن كندا ستزود أوكرانيا بقرض بقيمة 120 مليون دولار كندي، لكنها لن تنقل المعدات العسكرية. أجرى رئيس أوكرانيا فولوديمير زيلينسكي محادثة هاتفية مع رئيس وزراء كندا جاستن ترودو. أبلغ الرئيس ترودو بالانتهاكات المستمرة لوقف إطلاق النار في دونباس، مما أدى إلى تزايد الخسائر في صفوف الجيش الأوكراني، فضلاً عن التهديد العسكري المتزايد لأوكرانيا من روسيا.

### أوروبا
أجرى وزير خارجية أوكرانيا دميترو كوليبا محادثة هاتفية مع وزير خارجية فرنسا جان إيف لودريان. أبلغ كوليبا محاوره بالتفصيل عن الإجراءات الأخيرة التي اتخذها الاتحاد الروسي بهدف زعزعة استقرار الوضع الأمني في الأراضي الأوكرانية المحتلة. ولفت الوزير الانتباه إلى تهديد القوات الروسية على الحدود وتكثيف الدعاية الروسية التي تهدد أوكرانيا بالحرب. وأكد أن أوكرانيا لا تسعى للحرب وستظل ملتزمة بتسوية سياسية ودبلوماسية للنزاع الروسي الأوكراني. وأشار لودريان إلى أن فرنسا، مثل أوكرانيا، تراقب بقلق انسحاب القوات الروسية. وأكد استمرار دعم فرنسا لسيادة أوكرانيا ووحدة أراضيها. وأشار بشكل خاص إلى تصرفات أوكرانيا الحكيمة في الوضع الحالي.
في 13 يناير 2022، نظرًا لما اعتبرته سلوكًا عدوانيًا لروسيا، أرسلت الدنمارك أربع طائرات مقاتلة من طراز إف-16 وفرقاطة مع طاقم مكون من 160 شخصًا إلى دول البلطيق لتعزيز الوجود الأمامي المعزز لحلف الناتو. في 24 يناير، صرح وزير الدفاع البلجيكي ميشيل هوفمان أن القوات البلجيكية على أهبة الاستعداد في بحر البلطيق، ومستعدة «للتدخل خلال فترة زمنية معينة، ولكن من السابق لأوانه تحديد أين وكيف». في 19 يناير 2022، قال رئيس الوزراء الكرواتي أندريه بلينكوفيتش: «كرواتيا لا تريد التصعيد وسترد بشكل واضح وحاسم لتجنب أي نوع من عدم الاستقرار». في 25 يناير 2022، أشار الرئيس الكرواتي زوران ميلانوفيتش إلى ما أسماه الحشد العسكري لحلف شمال الأطلسي في المنطقة وسلوك إدارة بايدن «غير المتسق والخطير». وقال للصحافة «ليس لدينا أي تأثير في شؤون الأمن الدولي ولن يكون لدينا أي علاقة بهذا الأمر. أضمن ذلك. لن ترسل كرواتيا أي قوات في حالة حدوث تصعيد. على العكس من ذلك، ستسحب جميع القوات، إلى آخر جندي كرواتي.»  ومضى ميلانوفيتش يقول إنه يجب إيجاد «ترتيب لتلبية المصالح الأمنية لروسيا» وأن الأزمة الحادة بشأن أوكرانيا «تحددها في المقام الأول ديناميكيات السياسة الداخلية للولايات المتحدة». وفي اليوم نفسه، رد رئيس الوزراء أندريه بلينكوفيتش على تصريحات الرئيس بقوله إنه عند سماعها أعتقد أنها صادرة من «مسؤول روسي»؛ كما قدم اعتذارًا لأوكرانيا وحكومتها عن اتهام ميلانوفيتش لأوكرانيا بأنها «واحدة من أكثر الدول فسادًا» وأكد مجددًا أن كرواتيا تدعم وحدة أراضي أوكرانيا.

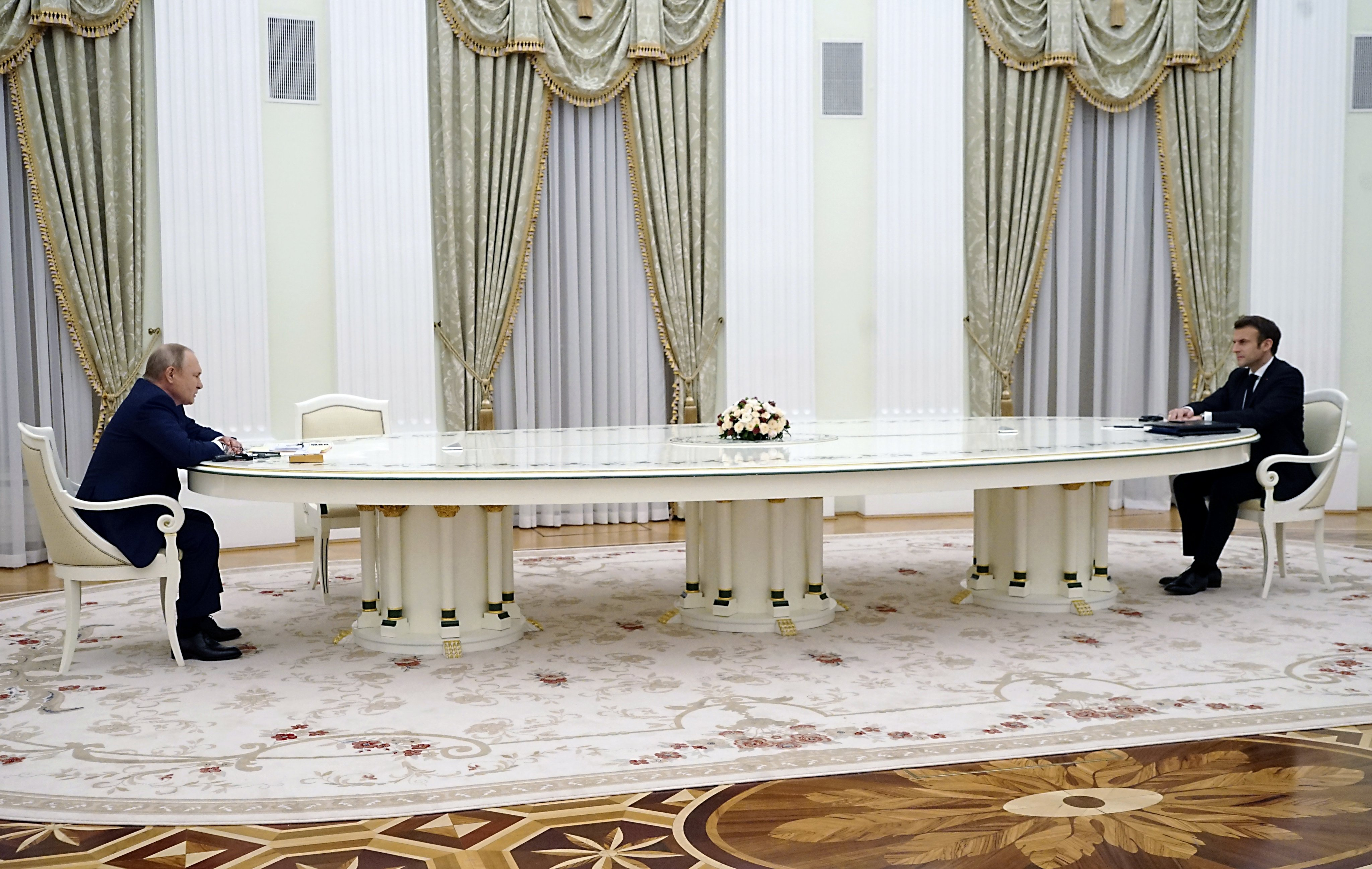
الرئيس الروسي فلاديمير بوتين والرئيس الفرنسي إيمانويل ماكرون في موسكو في 7 فبراير 2022

صرح وزير خارجية سلوفاكيا، إيفان كورشوك، أن وقف إطلاق النار والإعلان عن زيادة القوة العسكرية الروسية على الحدود مع أوكرانيا أمران مثيران للقلق ويدعوان إلى تهدئة التوترات.
صرح العقيد في القوات المسلحة الألبانية العقيد أرديان لولاي ورئيس الاتصالات الاستراتيجية في كوسوفو العقيد سيفر إيسوفي في أوائل ديسمبر 2021 أن بلديهما سيكونان على استعداد لنشر القوات المسلحة الألبانية وقوات أمن كوسوفو في مهمة مستقبلية مفترضة في أوكرانيا إذا قررت الولايات المتحدة المواصلة في مثل هذا المسعى.
في أوائل يناير، رد وزير الدفاع البلغاري ستيفان يانيف على سؤال برلماني حول نشر وحدات عسكرية إضافية في الأراضي البلغارية، حيث عارضت بلغاريا «تصعيد الإجراءات العسكرية قبل استخدام جميع الوسائل الدبلوماسية الأخرى» وأن بلغاريا حتى الآن «ليس لديها موقف وطني» بشأن الوضع. في 20 يناير، بدأت بلغاريا في تلقي نشرات جديدة من الطائرات والسفن وقوات الناتو من إسبانيا. اعتبارًا من 21 يناير، ورد أن الموقف السابق لبلغاريا بأنها لم تكن مهتمة بأي مشتريات فورية من الغواصات قد «تحول»، حيث تجري الحكومة البلغارية الآن مفاوضات لشراء غواصتين جديدتين، مع ملاحظة يانيف أن «الجيش البلغاري يجب أن يستعد ... للرد على تطور سيناريو سلبي فيما يتعلق بأوكرانيا وروسيا»، مع الاستمرار في تكرار دعواته السابقة لوقف التصعيد. وفي اليوم نفسه، ندد وزير الخارجية البلغاري كيريل بيتكوف بالدعوة الروسية لبلغاريا لمغادرة الناتو وسحب قوات الناتو من بلغاريا ورومانيا، في حين وصف الرئيس رومان راديف البيان بأنه «غير مقبول».
في 21 يناير 2022 أيضًا، خلال مقابلة، أعلنت رئيسة مولدوفا مايا ساندو أن السلطات المولدوفية كانت تراقب عن كثب التوترات في أوكرانيا وأنه تم اعتماد بعض التدابير الوقائية للتحضير للنتائج المحتملة للأزمة. كما طالبت بانسحاب القوات الروسية من ترانسنيستريا، وهي منطقة انفصالية تعتبر قانونًا ودوليًا جزءًا من مولدوفا.
في 23 يناير 2022، قال البابا فرانسيس: «إنني أتابع بقلق التوترات المتصاعدة التي تهدد بتوجيه ضربة جديدة للسلام في أوكرانيا، والتشكيك في أمن القارة الأوروبية، مع تداعيات أوسع».
في 24 يناير 2022، وبسبب الصراع، اقترحت المفوضية الأوروبية 1.2 مليار يورو كمساعدات مالية لأوكرانيا في شكل منح وقروض. بسبب التدريبات البحرية الروسية على بعد 240 كيلومتر من الساحل الجنوبي الغربي لأيرلندا، قال وزير الخارجية الأيرلندي سيمون كوفيني إن روسيا غير مرحب بها. وفي اليوم نفسه، قال رئيس السياسة الخارجية في الاتحاد الأوروبي، جوزيب بوريل، في تعليقه على مغادرة أفراد عائلات موظفي الحكومة الأمريكية في السفارة الأمريكية في كييف، إنه لا توجد حاجة «للتأثير الدرامي في حين أن المفاوضات جارية».
في 2 فبراير 2022، طلب رئيس رومانيا كلاوس يوهانيس من القوات المسلحة الرومانية الاستعداد لأي عدوان في المنطقة وقال إن التوترات في أوكرانيا أظهرت أن إجراءات التحديث والتحضير للجيش الروماني ضرورية. علاوة على ذلك، دعا يوهانيس إلى وجود أكبر لحلف شمال الأطلسي والولايات المتحدة وحلفاء آخرين في منطقة البحر الأسود نتيجة للأزمة بين روسيا وأوكرانيا. في السابق، قال وزير الدفاع الوطني الروماني فاسيل دانكو إن رومانيا لن تتدخل عسكريًا في حالة اندلاع حرب روسية أوكرانية جديدة.

#### دول البلطيق

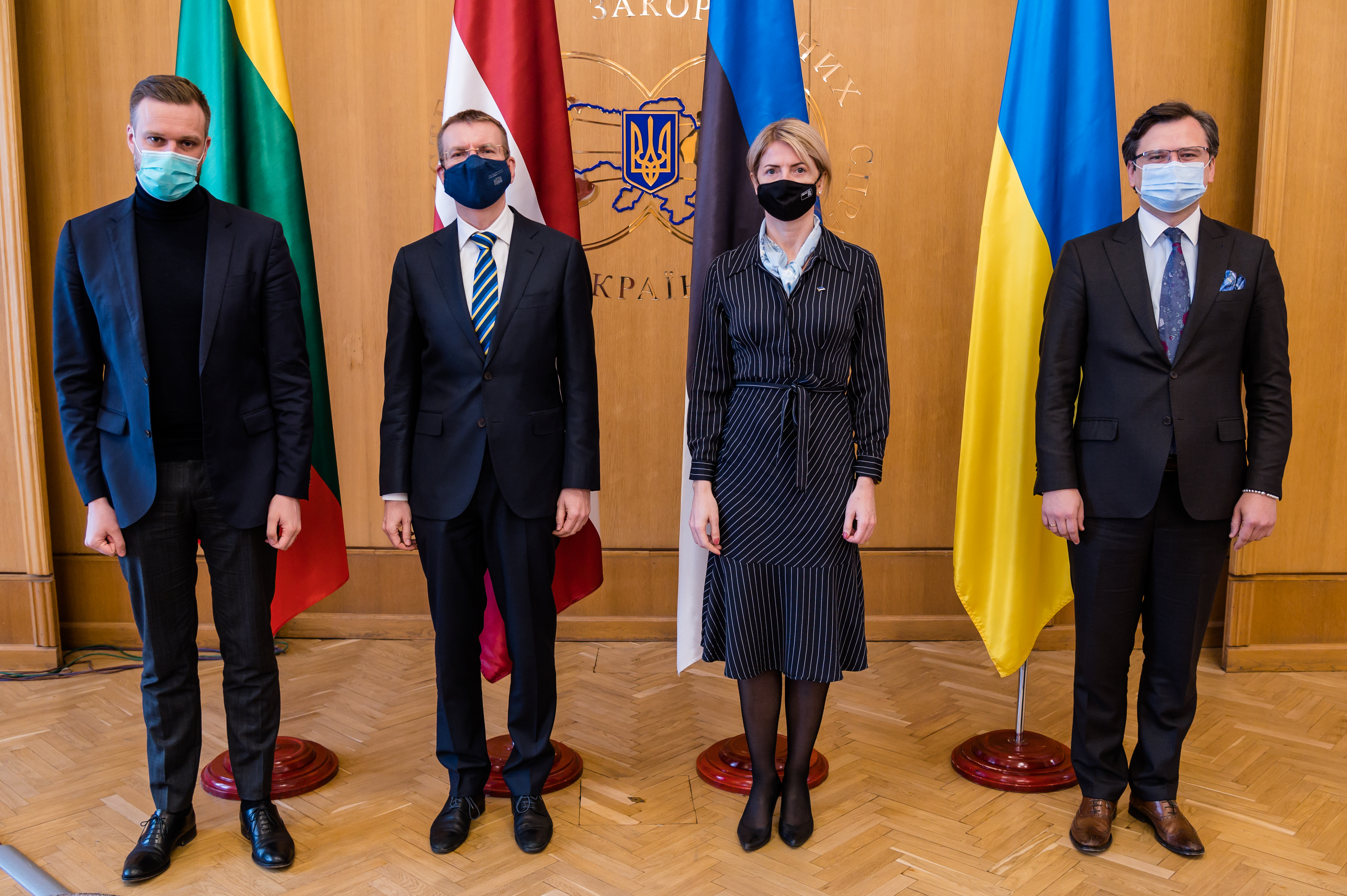
وزار وزراء خارجية إستونيا ولاتفيا وليتوانيا في زيارة لأوكرانيا في 15 أبريل 2021

في 10 يناير 2022، انعقد مجلس دفاع الدولة الليتوانية لمناقشة التوترات الروسية الأوكرانية. ردًا على السلوك العسكري الروسي العدواني، قرر المجلس زيادة عدد القوات وتسريع خطط التحديث العسكري. في 17 يناير، زادت لاتفيا من الوجود العسكري في الجزء الشرقي من البلاد. في 19 يناير، أعلنت كايا كالاس، رئيسة وزراء إستونيا، عن زيادة غير عادية في الإنفاق الدفاعي بمقدار 380 مليون يورو للسنة المالية الحالية. قررت دول البلطيق أيضًا تسريع حيازتها للأسلحة، بما في ذلك نظام المدفعية الصاروخية المشترك.
كما طلبت إستونيا ولاتفيا وليتوانيا زيادة الانتشار العسكري لقوات الناتو والقوات الأمريكية في دول البلطيق لردع السلوك العدواني الروسي.

#### بولندا

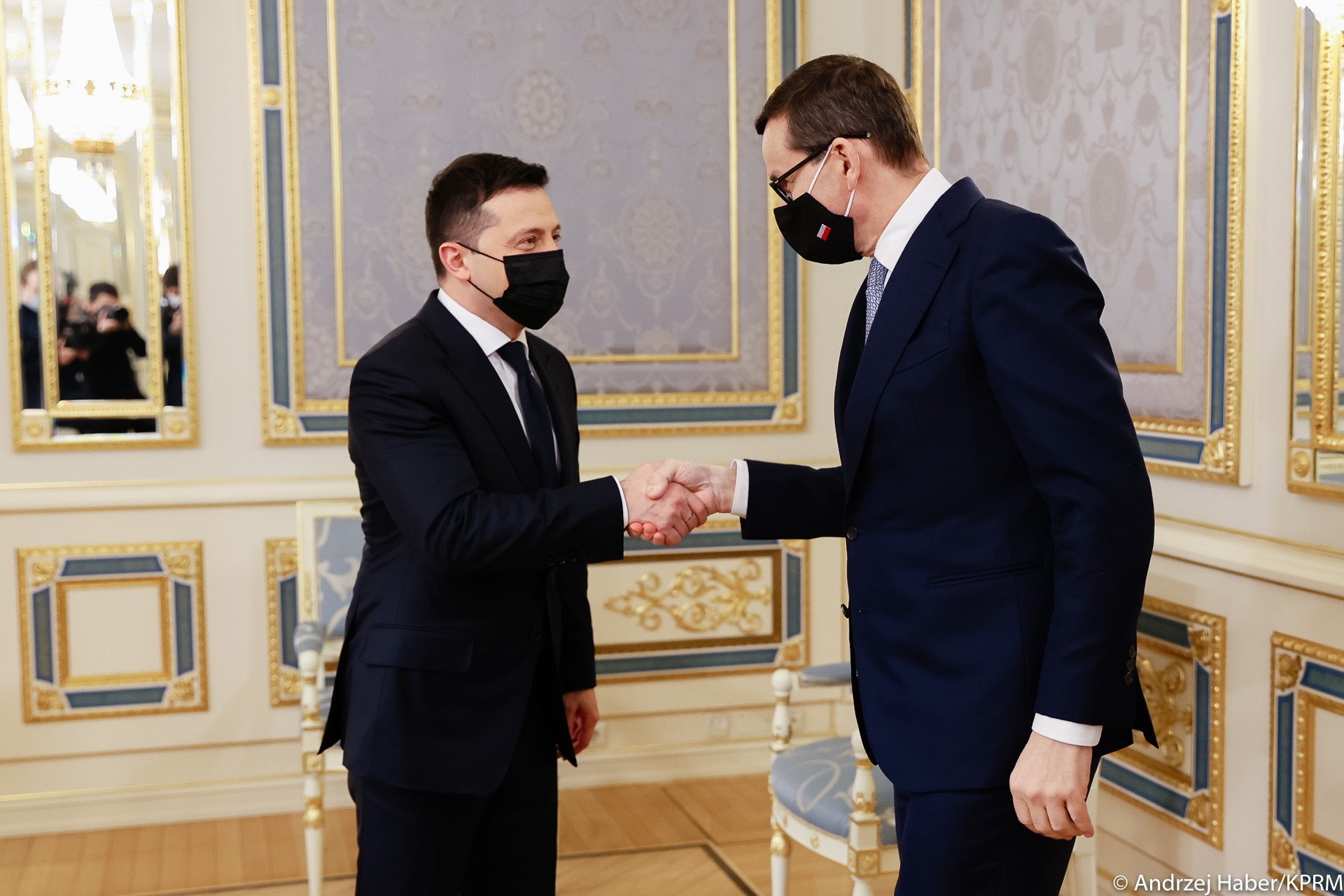
زيلينسكي مع رئيس الوزراء البولندي ماتيوز موراويكي في كييف في 1 فبراير 2022

في 21 يناير 2022، أعلن الرئيس البولندي أندريه دودا أن أوكرانيا يمكنها الاعتماد على الدعم البولندي إذا هاجمتها روسيا، ودعا إلى موقف موحد في أوروبا. اعتبارًا من 24 يناير، صرح باول سولوتش، رئيس مكتب الأمن القومي البولندي، أنه لم يكن هناك حديث عن دخول القوات البولندية إلى أوكرانيا لأن الحكومة الأوكرانية لم تطلب ذلك، ولكن «الأمر الأكثر أهمية هو المساعدة العسكرية والإنسانية» و«بناء رسالة موحدة». في الحادي والعشرين، صرح سولوك أن «دعم أوكرانيا هو أحد الأولويات الرئيسية لسياسة الرئيس أندريه دودا»، بينما ناقش دودا وزيلينسكي إمكانية تسليم المزيد من المعدات الدفاعية من بولندا والناتو.
في الأول من فبراير، بدأت المملكة المتحدة وبولندا وأوكرانيا محادثات لتشكيل «اتفاقية ثلاثية» لمواجهة التهديدات المحتملة من روسيا لتوثيق التعاون «في مختلف المجالات». تعهد رئيس الوزراء البولندي ماتيوز موراويكي بتقديم المساعدة من وارسو لأوكرانيا فيما يتعلق بكل من الغاز والمساعدات الإنسانية والاقتصادية والأسلحة، بما في ذلك ذخيرة المدفعية وقذائف الهاون وأنظمة الدفاع الجوي المحمولة وطائرات الاستطلاع بدون طيار، قائلاً إن «العيش بالقرب من جار مثل روسيا، كشعور العيش عند سفح بركان». كما دعا ألمانيا إلى عدم بدء خط أنابيب نورد ستريم 2 لأنه «من خلال إطلاق خط الأنابيب، تقوم برلين بتلقيم مسدس بوتين، والذي يمكنه بعد ذلك استخدامه لابتزاز أوروبا بأكملها»، وأن هذا مهم ليس فقط لأوكرانيا ولكن من أجل كل من أوروبا والناتو للوقوف في وجه روسيا.
في 3 فبراير، أُعلن أن الرئيس البولندي أندريه دودا، الذي يحضر حفل بكين للألعاب الأولمبية الشتوية، سيستخدم الزيارة لعرض «الحالة الأوروبية» على بكين فيما يتعلق برأيها بشأن النزاع.

#### فنلندا والسويد
لاقت المقترحات الروسية القائلة بأن الناتو لن يقبل أعضاء جددًا انتقادات شديدة من السويد وفنلندا اللتين حافظتا على الحياد. في يناير 2022، أصر كل من رئيس فنلندا ساولي نينيستو ورئيسة الوزراء سانا مارين على حق فنلندا في تحديد التحالفات التي يمكنها الانضمام إليها. وأعربت السويد عن نفس الموقف بأن الأمر متروك للشعب السويدي فقط لتقرير ما إذا كان ينبغي على السويد الانضمام إلى الناتو. أثارت التهديدات الروسية الجدل في كلا البلدين حول ما إذا كان ينبغي عليهما التقدم لعضوية الناتو.
في 13 يناير، أعلنت القوات المسلحة السويدية أنها ستنشر قواتها في جزيرة غوتلاند الاستراتيجية، ردًا على نشاط عسكري روسي غير عادي.

#### ألمانيا
في أبريل 2021، خلال محادثة هاتفية مع الرئيس الروسي فلاديمير بوتين، طالبت المستشارة الألمانية أنجيلا ميركل الكرملين بتقليص وجوده العسكري بالقرب من حدود أوكرانيا.
في ديسمبر 2021، حذر المستشار الألماني أولاف شولتز من «عواقب» على خط أنابيب نورد ستريم 2، وهو مشروع خط أنابيب غاز طبيعي روسي تديره شركة غازبروم الروسية المملوكة للدولة، والتي توصل الغاز الطبيعي إلى ألمانيا. في يناير 2022، حذرت وزيرة الخارجية الألمانية أنالينا بيربوك من أن «أي تصعيد إضافي سيكون له ثمن باهظ للنظام الروسي - اقتصاديًا وسياسيًا واستراتيجيًا».
تتبع ألمانيا سياسة عدم تزويد أوكرانيا بالأسلحة الفتاكة. وقالت وزيرة الدفاع الألمانية كريستينه لامبريشت إن ألمانيا تريد «تهدئة» التوترات وأن توريد الأسلحة «لن يكون مفيدًا». كما زعمت أوكرانيا أن الإدارة الألمانية تمنع توريد الأسلحة من خلال الناتو. في 21 يناير 2022، أفيد أن ألمانيا منعت إستونيا من تصدير أسلحة ألمانية المنشأ.
تعرضت السياسة الألمانية لانتقادات من قبل الأوكرانيين وكذلك في الداخل. بعد ضغوط وانتقادات بأن ألمانيا لا تزود أوكرانيا بالسلاح، وافقت ألمانيا على إرسال 5000 خوذة.
وفقًا لمسح معهد فرصة، فإن 43٪ من المواطنين السابقين في ألمانيا الشرقية يُحملون الولايات المتحدة المسؤولية عن تصعيد الأزمة الروسية الأوكرانية، وقال 32٪ فقط إنها كانت خطأ روسيا. في الغرب، قال 52٪ أن روسيا هي المسؤولة.

#### المملكة المتحدة

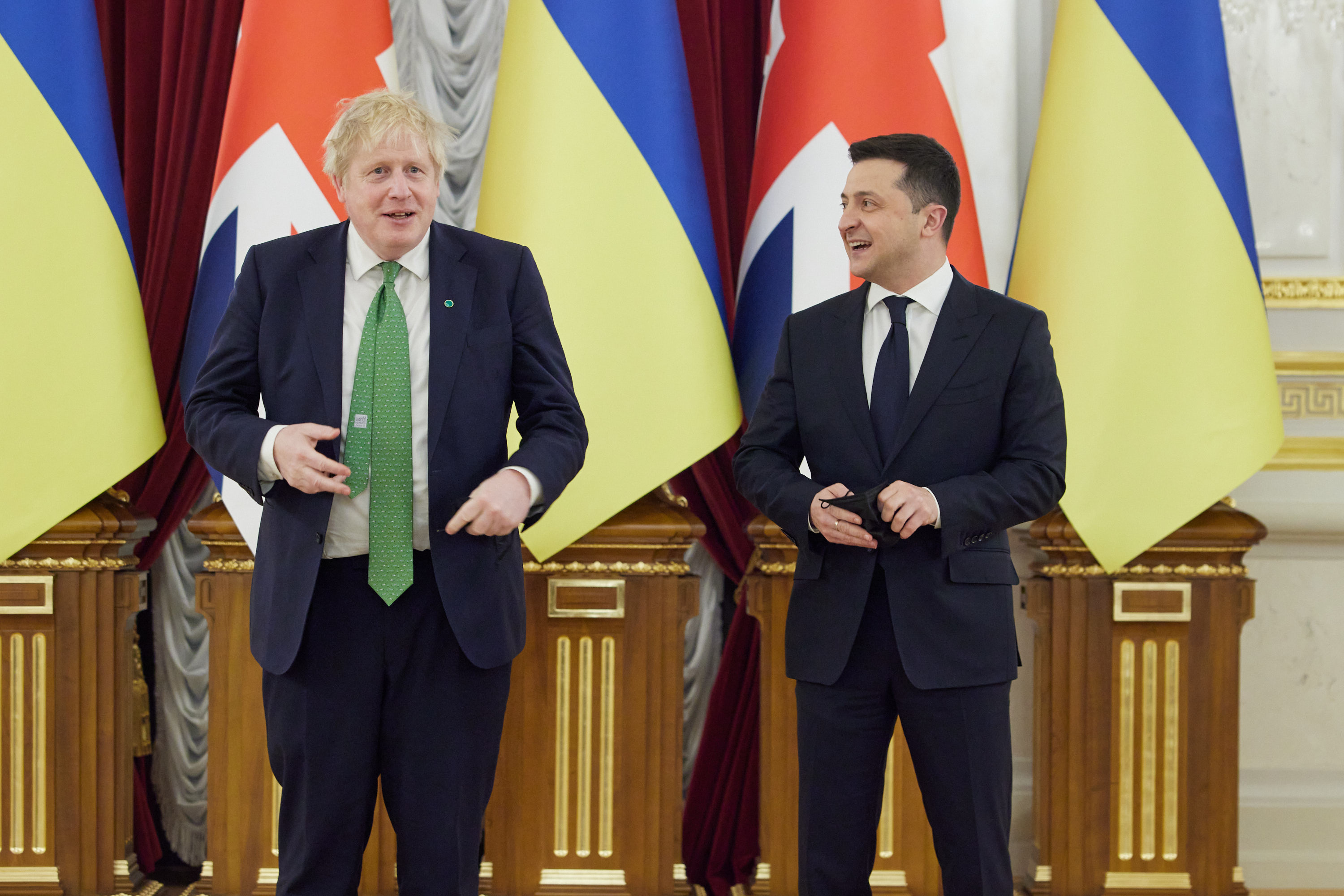
الرئيس الأوكراني زيلينسكي ورئيس الوزراء البريطاني بوريس جونسون في كييف في 1 فبراير 2022

قال رئيس وزراء المملكة المتحدة، بوريس جونسون، إن بلاده قلقة بشأن أنشطة روسيا في شبه جزيرة القرم المحتلة وعلى الحدود مع أوكرانيا. صرح بذلك خلال محادثة هاتفية مع رئيس أوكرانيا فولوديمير زيلينسكي. أطلق جونسون تحذيرًا للأمهات الروسيات، قائلاً إن أبنائهن لن يعودوا على الأرجح إلى ديارهم إذا اختار الرئيس بوتين غزو أوكرانيا. قال نائب رئيس الوزراء دومينيك راب إن «هناك خطر كبير للغاية من أن تغزو روسيا أوكرانيا» وحث بوتين على «التراجع عن حافة الهاوية». وكتبت وزيرة الخارجية ليز تروس على تويتر أن المملكة المتحدة «لن تتسامح مع مؤامرة الكرملين لتنصيب قيادة موالية لروسيا في أوكرانيا».
حذر الأدميرال توني راداكين، رئيس أركان الدفاع، من أن «الغزو الكامل لأوكرانيا سيكون على نطاق لم نشهده في أوروبا منذ الحرب العالمية الثانية».
وقال زعيم حزب العمال كير ستارمر إن روسيا يجب أن تتعرض «لعقوبات واسعة النطاق والشدة».
في الأول من فبراير، بدأت المملكة المتحدة وبولندا وأوكرانيا محادثات لتشكيل «اتفاقية ثلاثية» لمواجهة التهديدات المحتملة من روسيا لتوثيق التعاون «في مختلف المجالات».
في 7 فبراير 2022، قال جونسون إن بريطانيا لن «تتوانى» بينما تستعد لنشر مشاة البحرية الملكية وطائرات سلاح الجو وسفن حربية في أوروبا الشرقية.
في 10 فبراير 2022، التقت وزيرة الخارجية البريطانية ليز تروس بنظيرها الروسي سيرجي لافروف. ووصف لافروف المناقشة بأنها «تبدو وكأنها محادثة شخص أخرس وأصم». ورفض «مطالب إخراج القوات الروسية من الأراضي الروسية» ووصفها بأنها «مؤسفة» وسأل تروس عما إذا كانت تعترف بسيادة روسيا على منطقتي فورونيج وروستوف،  وهما مقاطعتان روسيتان تنتشر فيهما القوات الروسية. ظنت تروس خطأً أن لافروف يشير إلى مناطق في أوكرانيا وأجابت بأن «المملكة المتحدة لن تعترف أبدًا بالسيادة الروسية على هذه المناطق». في وقت لاحق من ذلك اليوم، أعدت وزارة الخارجية تشريعًا يسمح بفرض مزيد من العقوبات على المنظمات والأفراد الروس.
قال وزير الدفاع بين والاس إن الغزو الروسي لأوكرانيا كان «مرجحًا للغاية»، وأن وزارة الخارجية طلبت من المواطنين البريطانيين الإخلاء بينما لا تزال الوسائل التجارية متاحة.

### أمريكا اللاتينية

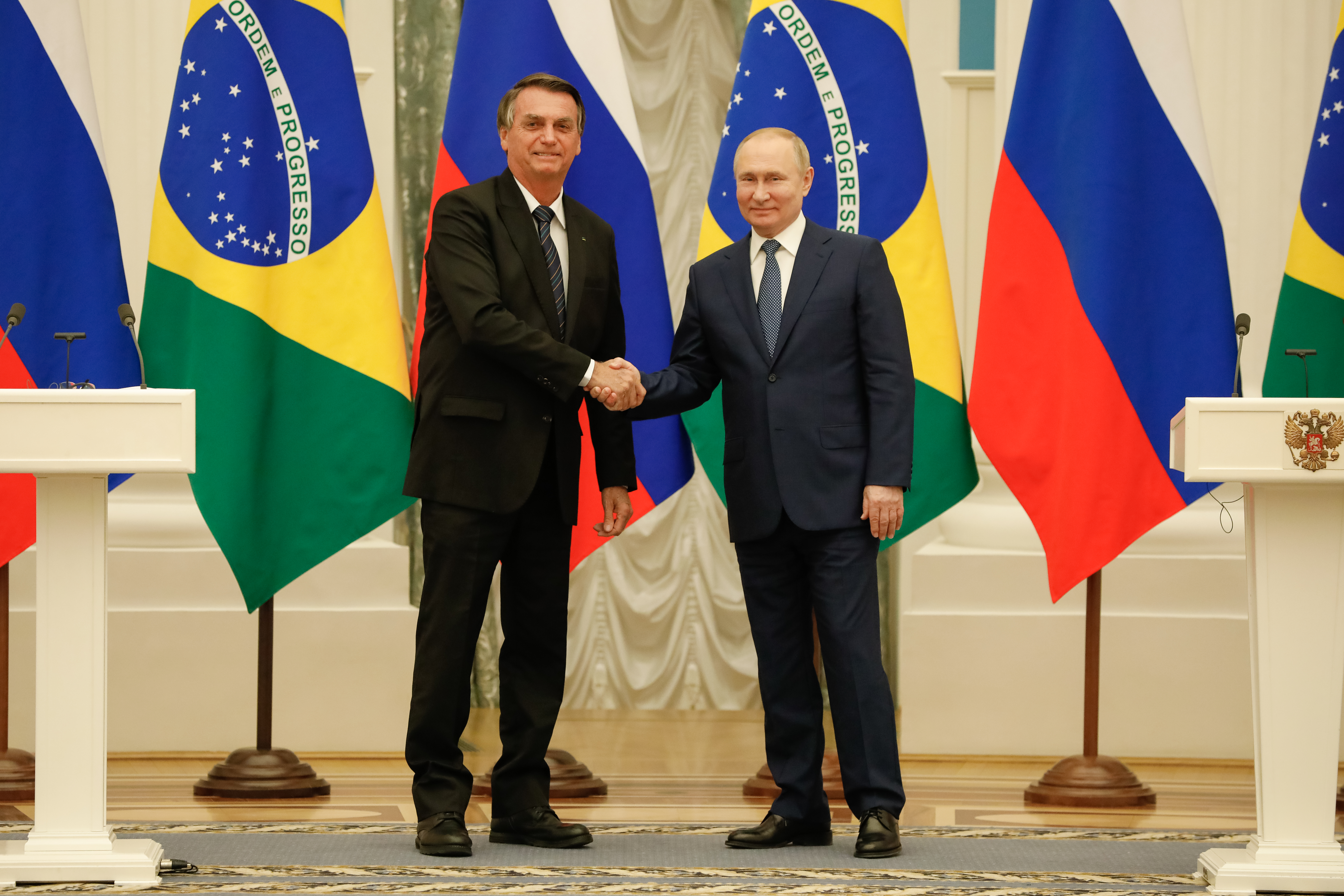
بوتين والرئيس البرازيلي جايير بولسونارو في 16 فبراير 2022

وصل الرئيس البرازيلي جاير بولسونارو إلى موسكو لإجراء محادثات تجارية مع بوتين في 16 فبراير 2022. قال بولسونارو: «نصلي من أجل السلام ونحترم كل من يتصرف بهذه الطريقة».

### آسيا

#### كوريا الجنوبية واليابان
قال رئيس كوريا الجنوبية مون جاي إن إنه يتوقع استعادة السلام والاستقرار في أوكرانيا من خلال الحلول الدبلوماسية.
قال رئيس وزراء اليابان فوميو كيشيدا إنه وبايدن سيعملان عن كثب لمنع الغزو الروسي لأوكرانيا و«سيبقيا على اتصال وثيق مع الحلفاء والشركاء الآخرين وسيواصلون التواصل بشأن النقطة التي ستواجه أي هجوم بعمل قوي.» في تغريدة، قال بايدن إنه «لشرف كبير أن ألتقي برئيس الوزراء كيشيدا لتعزيز التحالف الأمريكي الياباني - حجر الزاوية للسلام والأمن في منطقة المحيطين الهندي والهادئ وحول العالم».

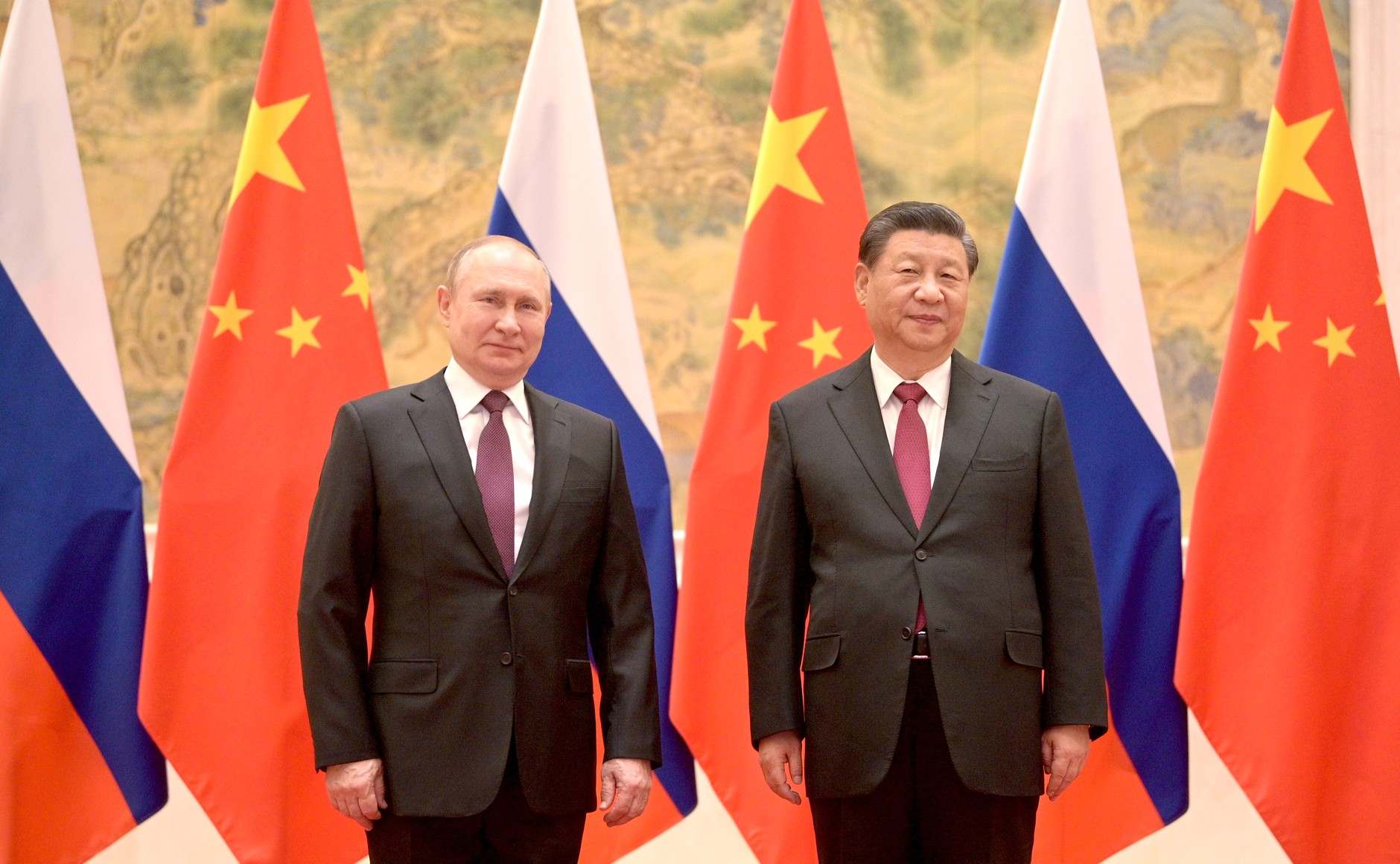
زار بوتين الصين والتقى بالزعيم الصيني شي جين بينغ في 4 فبراير 2022

#### الصين
أيد الزعيم الصيني والأمين العام للحزب الشيوعي الصيني شي جين بينغ مطلب روسيا بألا تنضم أوكرانيا إلى الناتو. في 14 يناير 2022، أكد متحدث باسم وزارة الخارجية الصينية أنه يجب على جميع الدول مراعاة قرار الهدنة الأولمبية التقليدي للأمم المتحدة «من سبعة أيام قبل بدء الألعاب الأولمبية وحتى سبعة أيام بعد انتهاء دورة الألعاب البارالمبية»، في إشارة إلى كل من دورة الألعاب الأولمبية الشتوية لعام 2022 في الفترة من 4 فبراير 2022 إلى 20 فبراير 2022 بالإضافة إلى دورة الألعاب البارالمبية الشتوية لعام 2022 والتي ستقام في الفترة من 4 مارس 2022 إلى 13 مارس 2022. بموجب هذا الإطار الزمني، سيبدأ قرار الهدنة المقترح في 28 يناير 2022 وينتهي في 20 مارس 2022.

#### الإمارات العربية المتحدة
والتزمت الإمارات العربية المتحدة الصمت إلى حد كبير بشأن هذه المسألة. ودعت الولايات المتحدة، أحد الحلفاء الرئيسيين للإمارات، الإمارات إلى التصويت لصالح قرار مجلس الأمن الدولي الذي يدين الغزو الروسي لأوكرانيا ويطالب موسكو بسحب قواتها. امتنعت الدول العربية عن التصويت، ولم تنحاز لأي طرف على الإطلاق، قائلة إن ذلك «لن يؤدي إلا إلى مزيد من العنف». حافظت الإمارات على علاقات قوية مع كل من روسيا والولايات المتحدة. كان يُنظر إلى القرار الإماراتي على أنه نهج مستقل للسياسة الخارجية، بعد أن اعتمدت على الولايات المتحدة في مثل هذه القرارات لفترة طويلة. في وقت لاحق، في 2 مارس 2022، صوتت الإمارات لصالح قرار الجمعية العامة للأمم المتحدة، الذي يطالب روسيا بسحب قواتها على الفور من أوكرانيا.
في مارس 2022، غيرت الإمارات سياسات السفر الخاصة بها وعلقت السفر بدون تأشيرة للأوكرانيين ، الذين أصبحوا ملزمين الآن بتقديم طلب للحصول على تأشيرة لزيارة الإمارات. إلى جانب ذلك ، لم تكن الإمارات مترددة في معارضة الغزو فحسب ، بل استمرت أيضًا في الترحيب بالأوليغارشية الروسية. بعض رجال الأعمال والمسؤولين المرتبطين ببوتين خضعوا لعقوبات فرضتها الولايات المتحدة والاتحاد الأوروبي. ومع ذلك ، في أعقاب الغزو الروسي ، نقل القلة الروسية ثرواتهم إلى الإمارات. بدأوا ينظرون إلى الإمارات كخيار آمن لتحويل أصولهم وثرواتهم. وكشفت التحقيقات عن نقل رجال الأعمال والأوليغاركيين الروس يخوتهم إلى دبي. كما عُثر على طائراتهم الخاصة وهي تسافر ذهابًا وإيابًا بين موسكو ودبي. إلى جانب ذلك ، كان الروس يسعون أيضًا للاستثمار في العقارات في الإمارات العربية المتحدة. في بحثهم عن ملاذات آمنة ، بدأ الروس الأغنياء في تحويل مئات الملايين من الدولارات من الأموال إلى البنوك في الإمارات العربية المتحدة من الدول التي تفرض عقوبات مثل المملكة المتحدة وسويسرا. تلقت شركات التشفير في الإمارات طلبات متعددة من الروس لتصفية مليارات الدولارات من العملات الافتراضية. بينما أراد البعض استخدام العملة المشفرة للاستثمار في العقارات الإماراتية ، أراد البعض الآخر تحويل الأموال الافتراضية إلى نقود صعبة وتخزينها في مكان آخر.

### أوقيانوسيا
في 24 يناير، عرضت وزيرة الخارجية الأسترالية ماريز باين المساعدة لأوكرانيا في مكافحة الهجمات الإلكترونية الروسية. كما دعت روسيا إلى «تهدئة» التوترات وحثت الأستراليين الذين يعيشون في أوكرانيا على الإجلاء. كما قامت السفارة الأسترالية بإجلاء عائلات الدبلوماسيين المتمركزين في كييف. وأعرب وزير المالية سيمون برمنغهام عن مشاعر مماثلة، حيث حذر من أن أستراليا ستشدد العقوبات المالية الحالية ضد روسيا في حالة الأعمال العدائية. بين عامي 2014 و2015، فرضت كانبيرا عقوبات على حلفاء فلاديمير بوتين الذين أيدوا ضم روسيا لإقليم القرم المتنازع عليه.
ذكرت وزيرة الخارجية النيوزيلندية نانايا ماهوتا أن حكومة نيوزيلندا تشعر بالقلق إزاء التعزيزات العسكرية الروسية على الحدود الأوكرانية وتدعم سيادة أوكرانيا وسلامتها الإقليمية؛ حثت موسكو على خفض التوترات بما يتفق مع القانون الدولي. وجددت رئيسة الوزراء جاسيندا أرديرن دعم نيوزيلندا لسيادة أوكرانيا، مضيفة أن نيوزيلندا تدرس فرض عقوبات مستهدفة على روسيا.